# Royaume de Prusse
Pour les articles homonymes, voir Prusse (homonymie).
 (avril 2024).
1701 – 1918
(217 ans)
Entités précédentes :
- Brandebourg-Prusse
- Pologne-Lituanie (grand-duché de Lituanie, Petite Lituanie, Prusse royale, Mazovie, Petite-Pologne, Podlachie)
- Saint-Empire romain germanique (Silésie ; duchés de Magdebourg, Juliers, Clèves, Berg, Poméranie, Saxe-Lauenbourg, Westphalie, Luxembourg, Limbourg ; électorats de Hesse, Trèves, palatin ; villes libres de Francfort, Aix-la-Chapelle, Lübeck ; principautés de Neuchâtel et de Stavelot-Malmedy)
- Royaume de Bavière
- Royaume de Hanovre
- Royaume de Saxe
- Danemark (duchés de Schleswig et de Holstein)
- Empire suédois (Poméranie suédoise)
- Empire français (république de Dantzig, duché de Varsovie)

Entités suivantes :
- République de Weimar (18 Länder dont l' État libre de Prusse composé lui-même de 13 provinces)
- Pologne (voïvodies de Silésie, Poméranie, Poznań, Płock)
- Société des Nations (territoires de Memel et du Bassin de la Sarre ; Ville libre de Dantzig)
- Tchécoslovaquie (région de Hlučín)
- Belgique (cantons de l'Est)
- Suisse (canton de Neuchâtel)
- Danemark (amt du Jutland-du-Sud)
- France (duché de Varsovie)

Le royaume de Prusse (en allemand : Königreich Preußen) est un ancien État européen formé en 1701, à l'origine union personnelle du duché de Prusse, de la marche de Brandebourg et d'autres principautés du Saint-Empire, et intégré en 1871 à l'Empire allemand dont il est la composante principale ; il disparaît en 1918 lorsque l'Allemagne proclame la république.
Le royaume de Prusse devient un État européen de premier plan sous le règne de Frédéric II (1740 – 1786) qui consacre l'armée prussienne comme grande puissance militaire. Malgré plusieurs revers, la Prusse joue un rôle majeur de 1792 à 1815 comme adversaire de la France (guerres de la Révolution et de l'Empire). De 1815 à 1866, elle est rivale de l'empire d'Autriche dans la Confédération germanique et finit par l'évincer à l'issue de la guerre austro-prussienne (unification de l'Allemagne excluant l'Autriche). En 1870-1871, elle rassemble les principautés allemandes sous sa bannière dans la guerre franco-allemande qui permet au roi de Prusse d'être couronné souverain du nouvel Empire allemand. La Prusse y conserve son régime particulier avec un parlement à dominante aristocratique. À l'issue de la Première Guerre mondiale, la révolution de Novembre renverse la maison de Hohenzollern : la Prusse devient un État libre dans la République allemande.

## Histoire

### Les origines
Depuis 1618, l'électorat de Brandebourg (relevant du Saint-Empire) et le duché de Prusse (relevant de l'État polonais) sont unis dans le cadre d'une union personnelle par la dynastie des Hohenzollern, formant une entité appelée Brandebourg-Prusse.

#### La fondation du royaume

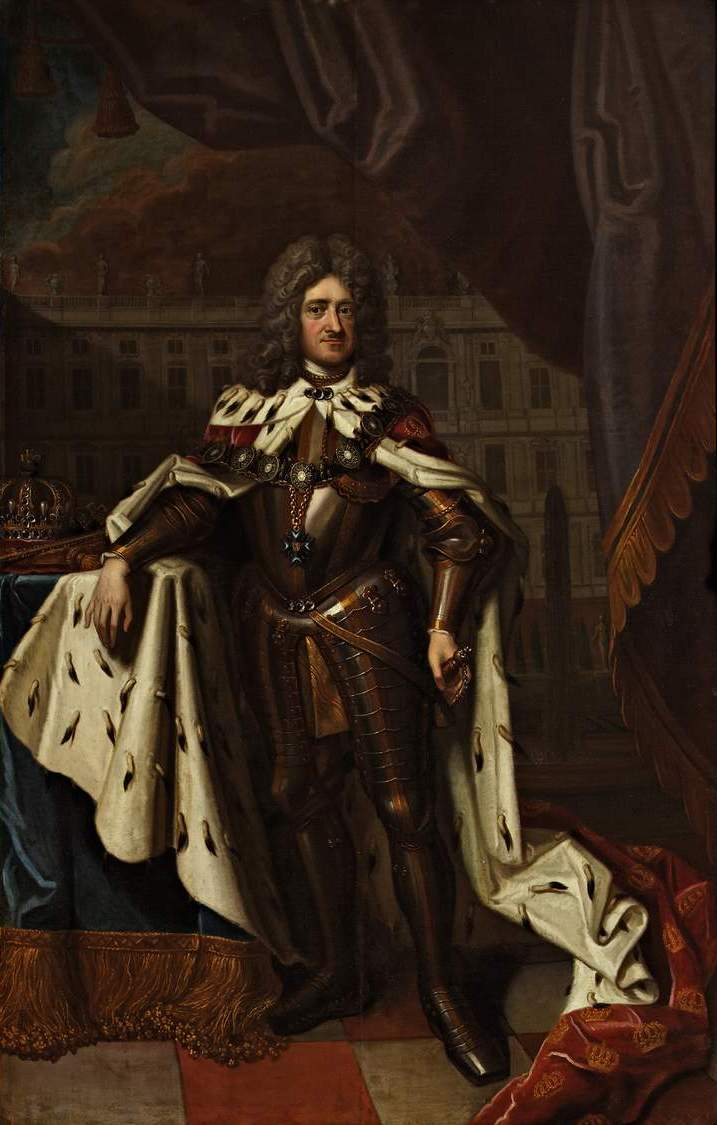
Frédéric Ier de Prusse.

En 1688 commence le règne du prince-électeur de Brandebourg et duc de Prusse Frédéric III : c'est lui qui obtient de l'Empereur un titre royal depuis longtemps convoité.
Par le traité de la Couronne (en allemand : Krontraktat), signé à Vienne le 16 novembre 1700, l’Empereur Léopold Ier accorde à Frédéric III, électeur du Saint-Empire romain germanique le droit de porter le titre de roi en Prusse : le 18 janvier 1701, Frédéric III se fait sacrer et devient le roi Frédéric Ier. Personne en effet ne peut être couronné roi à l'intérieur du Saint-Empire romain germanique, mais la Prusse ne relève pas de l'empire. Frédéric se couronne lui-même dans la chapelle du château de Königsberg (actuelle Kaliningrad). Désormais, toutes les possessions des Hohenzollern sont réunies au sein du royaume prussien.
En 1698, Frédéric avait demandé à Andreas Schlüter la transformation du château de Berlin, en prévision de son élévation à la dignité royale, puis, en 1700, sur l'initiative de Leibniz, Berlin accueille la troisième Académie des sciences en Europe. Il fait également construire pour sa femme Sophie-Charlotte un somptueux château à Charlottenburg, ville alors située hors de Berlin. Enfin, en 1711, Antoine Pesne, d'origine française, devient peintre de la Cour. Mais toute cette politique d'apparat, due en partie aux appétits de prestige du nouveau roi, coûte cher : la cour dépense la moitié des revenus annuels.

#### Frédéric-GuillaumeIer, le «roi-sergent»

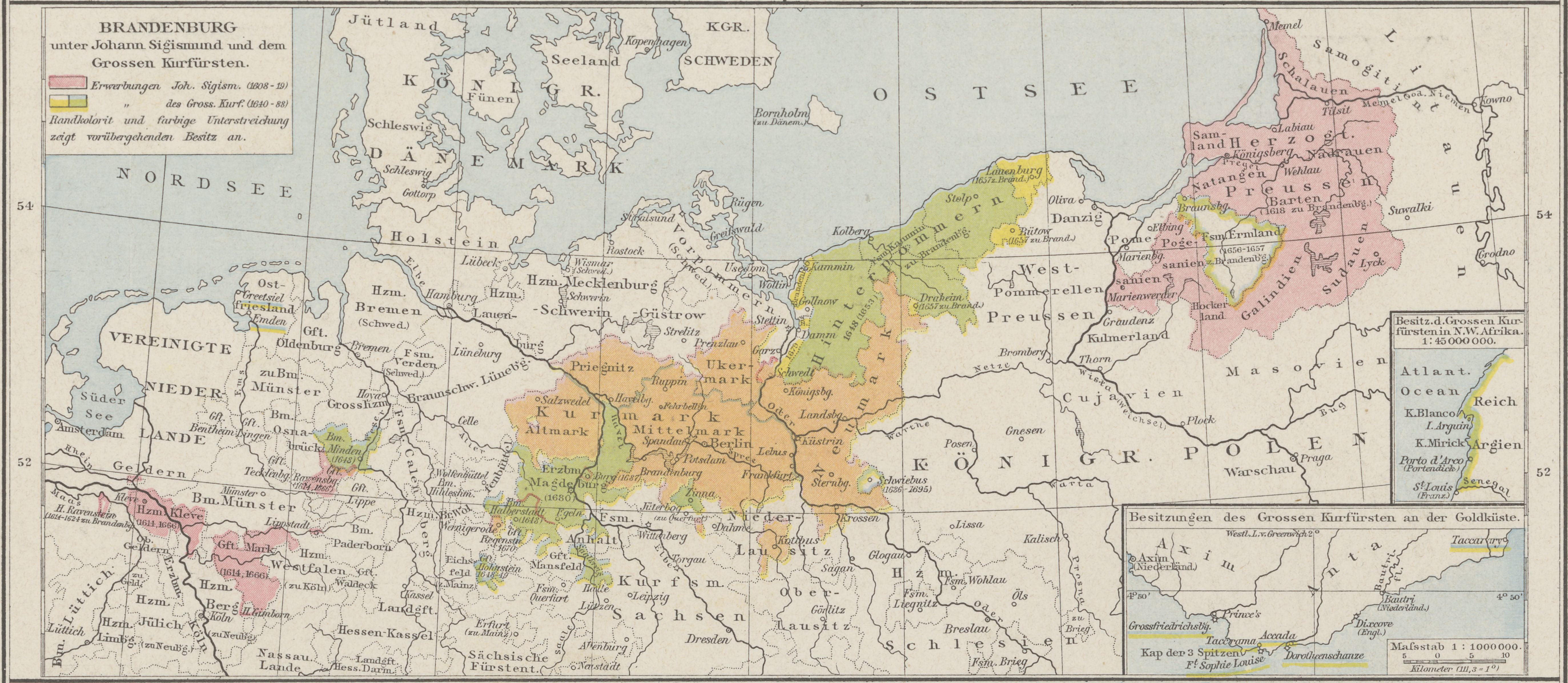
La Prusse sous le règne du Roi-Sergent.

En 1713, Frédéric-Guillaume Ier devient roi en Prusse. Il est resté comme le Soldatenkönig, le roi-sergent. C’est un roi qui aime les beuveries, les tabagies et les chansons militaires. Il s’entoure d’une garde de géants, célèbre dans toute l’Europe, pour laquelle il fait recruter de gré ou de force des géants partout sur le continent. Mais Frédéric-Guillaume se caractérise par un sens aigu du devoir envers l’État. Il consolide le royaume, renfloue les caisses par une économie austère, et fait de l’armée prussienne l’une des plus fortes du continent avec un contingent permanent de 76 000 hommes (à cette époque, la France en compte à peine le double et elle est beaucoup plus peuplée que la Prusse). Malgré son implication dans la guerre du Nord et l’acquisition de Stettin et de la Poméranie occidentale, Frédéric-Guillaume s’occupe surtout de perfectionner son armée, notamment en organisant des recrutements et un nouveau découpage en cantons : depuis 1711, chaque régiment se voit attribuer un canton dans lequel il peut effectuer ses recrutements. Ce faisant, il lègue à son fils une puissante machine de guerre dont lui-même ne s'est pas servi.
Ainsi que l'écrit Pierre Gaxotte, « la Prusse était située hors d'Allemagne, hors de l'Empire, en pleine terre slave, enclavée dans les territoires polonais. C'est là seulement que Frédéric-Guillaume était roi. À Berlin, il était électeur de Brandebourg, ailleurs prince, comte, duc ou margrave. Le titre royal ne s'appliquait qu'à cette province lointaine, où se trouvait la capitale du sacre, Königsberg ».

### L'avènement d'une puissance

#### La Prusse de Frédéric le Grand

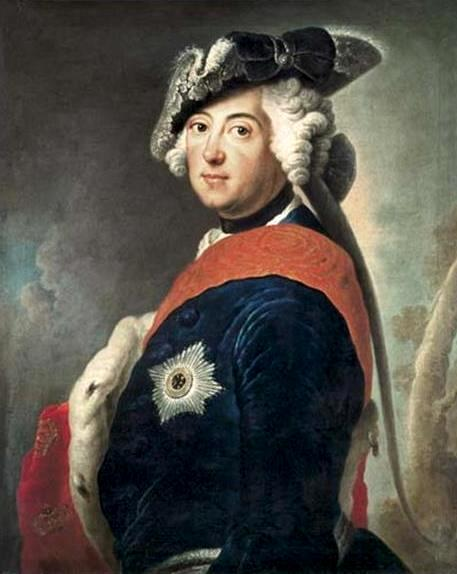
Frédéric II le Grand.

Frédéric devient roi en 1740 sous le nom de Frédéric II, Frédéric le Grand. C’est un jeune homme de vingt-huit ans, d’éducation et de culture française, admirant Voltaire. Son père l’a souvent traité de fillette et il semble mal préparé à monter sur le trône, mais il se révèle un redoutable stratège et un véritable despote éclairé.
Grâce à l’armée de son père, il peut attaquer l’Autriche de Marie-Thérèse : en 1742, il conquiert la Silésie, région à majorité catholique très riche, qui augmente considérablement le territoire de la Prusse et sa population, ainsi que le comté de Glatz. C’est le déclenchement de la guerre de Succession d'Autriche, ou première guerre de Silésie qui trouve son origine dans la Pragmatique Sanction : Charles VI d’Autriche (devenu empereur du Saint-Empire après la mort de son frère) n’ayant pas d’héritier mâle, réussit en 1713 à faire accepter des chancelleries européennes la « Sanction » qui permettait à sa fille Marie-Thérèse d’hériter de ses possessions en Europe centrale. À sa mort en 1740, Marie-Thérèse devint donc archiduchesse d’Autriche, mais plusieurs pays européens ne l’entendaient plus de cette oreille, Frédéric le premier. Après une guerre de huit ans, l’acquisition du duché de Silésie est confirmée à Frédéric II.
Mais, soucieuse de reconquérir la Silésie, Marie-Thérèse s’allie avec la tsarine Élisabeth, tandis que de son côté George II, roi de Grande-Bretagne et électeur de Hanovre, s’allie avec la Prusse. Sentant l'encerclement le menacer, Frédéric prend l’initiative et envahit la Bohême et la Saxe en 1756. La guerre de Sept Ans commence. La guerre oppose l'Autriche, la France, la Suède, la Russie et la Saxe d’une part à la Prusse, soutenue et en partie financée par Grande-Bretagne, avec quelques principautés d'Allemagne du Nord. Très vite, la situation devient dramatique : malgré plusieurs victoires tactiques, le Brandebourg est envahi, Berlin prise et rançonnée à deux reprises. C’est alors que, le jour de Noël 1761, la tsarine Élisabeth meurt et son neveu, Pierre III, est couronné tsar en janvier 1762. Admirateur de la Prusse et en premier lieu de Frédéric, Pierre conclut la paix avec le Hohenzollern et, peu après, la guerre se termine ; la Prusse est sauvée et le traité de Hubertsbourg en 1763 officialise définitivement le rattachement de la Silésie à la Prusse.
Cependant, le Royaume reste, vu son étendue d’Aix-la-Chapelle à Königsberg, morcelé en trois entités : à l’est, la Prusse ; au centre le Brandebourg et à l’ouest les possessions occidentales, incluses dans la Kleinstaaterei, terme intraduisible décrivant la mosaïque de principautés de l’Allemagne à cette époque, et l’un des facteurs empêchant la réalisation de l’unité.
Durant son règne de despote éclairé, Frédéric, aussi surnommé affectueusement le « vieux Fritz », confie à Georg Wenzeslaus von Knobelsdorff la construction à Potsdam, au sud-ouest de Berlin, du palais de Sanssouci, où il fait venir Voltaire et d’autres philosophes constituant une cour disparate et pittoresque. En 1744, il nomme le mathématicien malouin Pierre Louis Maupertuis à la tête de l’Académie des sciences de Berlin, laquelle compte également Leonhard Euler. Voltaire en fit partie et, à sa mort, après que Louis XVI eut refusé à l'Académie française le droit de célébrer une messe pour le repos de son âme, Frédérico en fit solennellement célébrer une à l'église catholique de Berlin, à laquelle assistèrent tous les membres catholiques de son Académie.
La même année, Frédéric obtient le comté de Frise orientale, mais surtout, en 1772, d’un commun accord Russie, Autriche et Prusse se partagent la Pologne-Lituanie : Frédéric obtient la Prusse royale, sauf Thorn et Dantzig. Désormais, la Prusse est réunie au Brandebourg. À la fin du règne de Frédéric, le territoire de la Prusse a presque doublé et le trésor royal a été multiplié par huit.

#### La Prusse dans les coalitions contre la France
En 1786, Frédéric-Guillaume II, neveu du roi précédent, est couronné roi de Prusse. C’est un roi médiocre qui laisse la réalité du pouvoir à ses ministres (notamment Johann Christoph von Wöllner), mais sous son règne, la Pologne-Lituanie est partagée une deuxième et une troisième fois. La Prusse y obtient la Posnanie et la région de Varsovie.
Sous son règne, Langhans construit la porte de Brandebourg à Berlin (1791), Kant publie la Critique de la raison pratique (1788). Un premier code de loi national, l’allgemeines Landrecht, est promulgué (juin 1794).
En 1797, Frédéric-Guillaume III devient roi de Prusse. Il est confronté aux dernières guerres révolutionnaires puis aux guerres napoléoniennes. Allié dans un premier temps à la France, il se retourne bientôt contre elle. En 1806, pressée par son allié russe, la Prusse déclare la guerre à la France : l’armée prussienne, malgré sa réputation, est vite défaite, notamment à Iéna et Auerstaedt. Napoléon entre à Berlin ; le roi se replie à Königsberg. En 1807, la Prusse doit signer le traité de Tilsit : elle perd tous ses territoires à l'ouest de l'Elbe et son armée est réduite à 47 000 hommes ; en outre, elle doit payer une lourde indemnité.
Devant l'occupation française, un profond sentiment national s’éveille alors dans toute l'Allemagne. La Prusse procède à des réformes intérieures (abolition du servage en 1807, autonomie accordée aux villes en 1808, affranchissement des Juifs en 1812) et les Prussiens, sous les ministères du baron vom Stein et du comte von Hardenberg, conservent et entraînent en secret une puissante armée. Mais plus que le roi Frédéric-Guillaume, c’est surtout sa femme Louise qui incarne la résistance face à Napoléon et aux Français.
Alliée forcée de Napoléon, la Prusse doit lui fournir un contingent au début de la campagne de Russie (1812) mais son chef, le général Yorck, signe un armistice avec les Russes. La Prusse, à l'initiative du chancelier Hardenberg, se retourne alors contre la France et, en accord avec l'armée russe et les principautés allemandes ralliées, fond sur les restes de la Grande Armée dans la campagne d'hiver 1812-1813, met en échec la contre-offensive de Napoléon dans la campagne d'Allemagne et contribue largement à la victoire décisive de Leipzig en septembre 1813, obligeant les Français à se replier vers le Rhin. L'armée prussienne, menée par le général Blücher, combat encore aux côtés des Russes et des Autrichiens dans la campagne de France (1814). Elle appuie encore de manière décisive l'armée de Wellington pendant la campagne de Belgique de 1815 et participe à l'occupation du nord de la France après l'abdication de Napoléon.

#### La Prusse après le congrès de Vienne
Finalement, les vainqueurs de 1815 remodèlent l’Europe au congrès de Vienne. Mais les intérêts de la Prusse sont insuffisamment défendus par un Hardenberg hésitant face à Metternich, et Frédéric-Guillaume doit céder à la Russie les territoires acquis lors du troisième partage de la Pologne (1795) et une partie des territoires acquis lors du deuxième partage (1793). En échange, la Prusse obtient pratiquement toute la Rhénanie et toute la Westphalie (formant la Rhénanie prussienne) ainsi que toute la partie nord de l'ancien électorat de Saxe.
Ainsi, les énormes bassins houillers de la Ruhr et de la Sarre ajoutés à ceux de la Silésie placent la Prusse dans une position avantageuse dans la révolution industrielle et lui permettent de mettre en place le Zollverein, une union douanière qui relèguera graduellement au second plan la faible structure politique de la Confédération germanique, partagée entre les influences prussienne et autrichienne.

#### L'unification de l'Allemagne par la Prusse

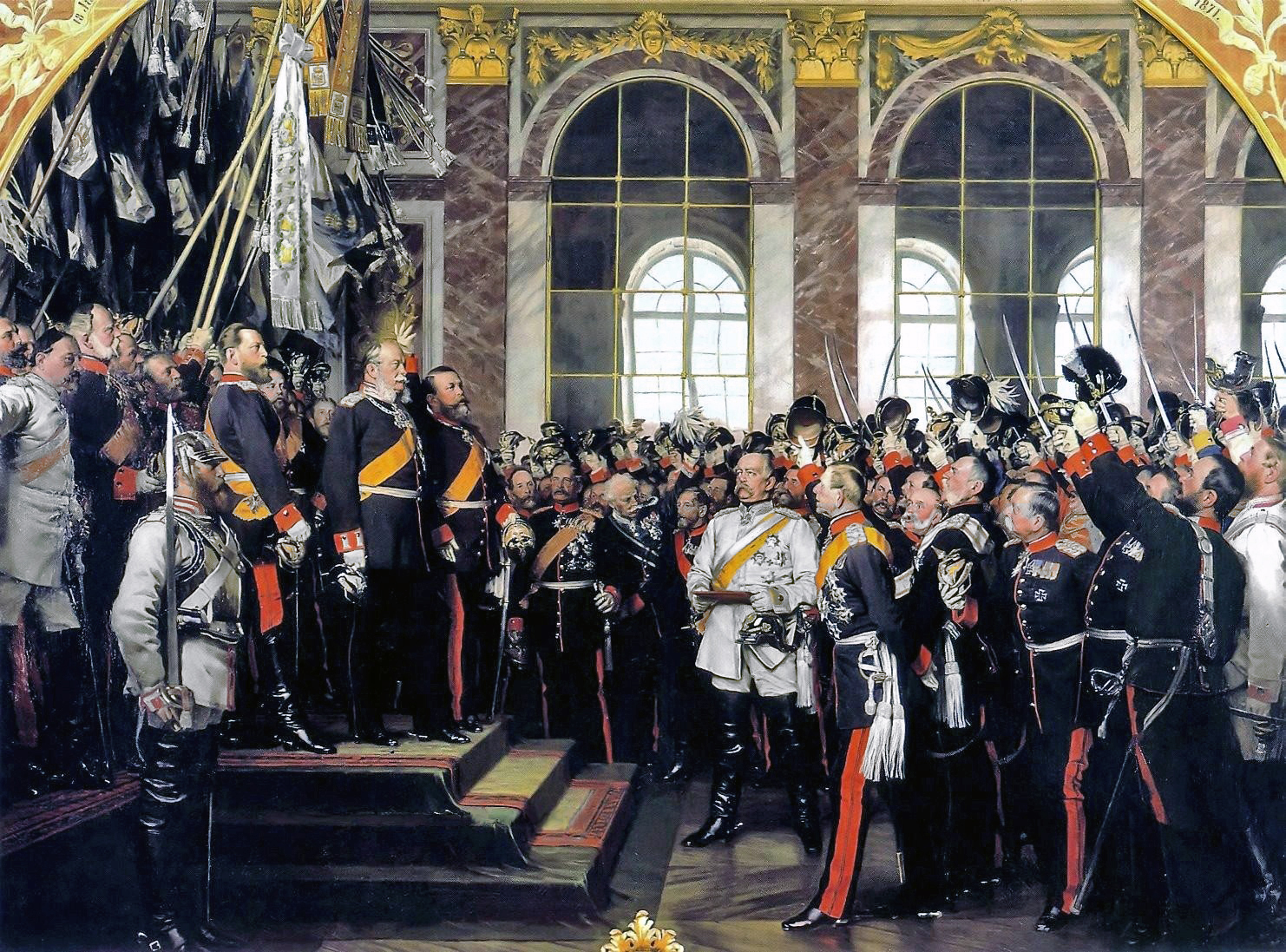
La Proclamation de l'Empire allemand à Versailles en 1871. Tableau d'Anton von Werner.

En 1840, Frédéric-Guillaume IV est couronné roi de Prusse. L’événement majeur de son règne est la révolution de mars, volet allemand du Printemps des peuples de 1848. Les parlements sont dissous et les nouvelles assemblées proposent au roi la couronne impériale d’Allemagne. Ce dernier refuse car l’assemblée n’est pas légitime et la révolution est réprimée. À la fin de son règne, le roi est déclaré inapte à régner du fait de l’altération de ses facultés mentales ; c’est son frère Guillaume qui assure la régence jusqu’à la mort du roi.
En 1861, Guillaume de Hohenzollern est couronné roi sous le nom de Guillaume Ier. Un an plus tard il choisit le comte Bismarck, un pur junker, comme chancelier. Par sa politique belliqueuse et pragmatique (Realpolitik), ce ministre réalise en l'espace d'une décennie l’unité allemande en évinçant militairement les Habsbourg de l'Allemagne du Nord. La guerre des Duchés, une guerre commune avec l’Autriche contre le Danemark, donne en 1864 conjointement à la Prusse et à l’Autriche la gestion des duchés de Schleswig et de Holstein. Puis, prenant prétexte de la mauvaise gestion autrichienne en Hesse, Bismarck déclare la guerre à l’Autriche en 1866. Ceux qui prévoyaient que la guerre austro-prussienne serait longue et se solderait par la victoire de l’Autriche voient leurs prévisions complètement bouleversées : en moins de trois semaines, par les batailles de Langensalza et Sadowa, l’armée prussienne, bénéficiant d'un armement moderne (canons Krupp et fusils chargés par la culasse et non plus la bouche), balaie l’armée autrichienne, hétéroclite, mal entraînée et mal commandée, et ses alliés germaniques. La Prusse annexe ainsi, outre les duchés de Schleswig et du Holstein, le Hanovre, Francfort et la Hesse-Cassel. Désormais, la Prusse est un territoire d’un seul tenant du Rhin au Niémen. Il ne reste plus à Bismarck qu'à faire reconnaître l'unité allemande grâce à la guerre franco-prussienne de 1870. Habilement trompée par la « dépêche d'Ems », la France déclare la guerre à la Prusse, prenant la responsabilité des hostilités. Là aussi, l’armée prussienne, entraînant à sa suite les armées bavaroise, saxonne et wurtembergeoise, sous le commandement de Von Moltke, écrase l’armée française en deux semaines. Les Prussiens assiègent Paris et obtiennent par le traité de Francfort (1871) la cession de l’Alsace-Lorraine. Ils obligent la France à payer une indemnité de cinq milliards de francs-or.

### La Prusse dans l'Empire allemand

#### La période bismarckienne (1871-1890)

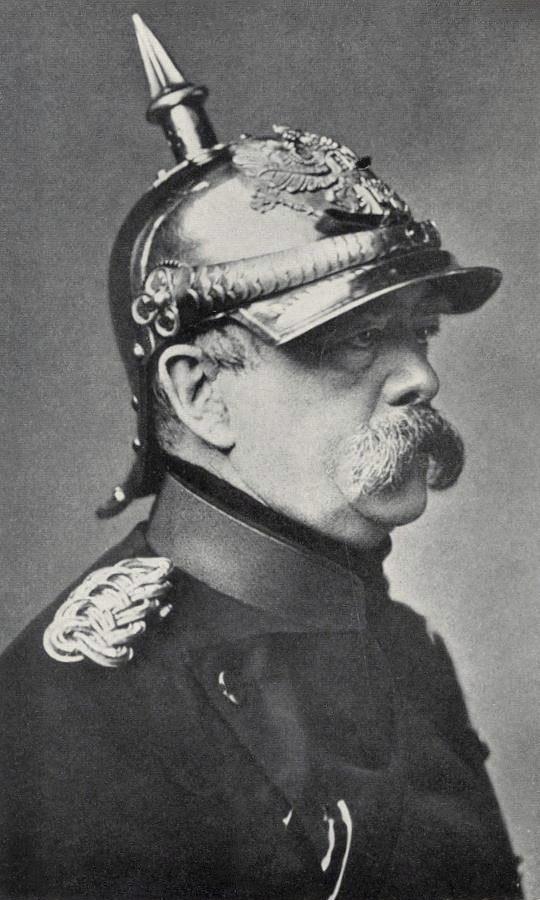
Otto von Bismarck.

Le 18 janvier 1871, 170 ans après le couronnement de Frédéric Ier en tant que roi de Prusse, Guillaume Ier reçoit la couronne de l’Empire allemand des mains des princes allemands, réunis dans la galerie des Glaces du château de Versailles. Bismarck est parvenu à réunir les États allemands autour de la Prusse, parachevant l’unité allemande. L’Empire constitue une fédération de 39 États réunis autour du principal d'entre eux, le royaume de Prusse.
En 1888, Frédéric III est couronné roi de Prusse et empereur d’Allemagne, mais il meurt d'un cancer trois mois plus tard, et son fils Guillaume lui succède sous le nom de Guillaume II.
En 1890, il renvoie Bismarck et nomme des chanceliers plus malléables et plus effacés.

#### La période wilhelmienne (1890-1918)
L'industrie allemande, qui est essentiellement prussienne (Ruhr, Brandebourg, Silésie), s'impose vers 1890 comme la deuxième au monde après le Royaume-Uni. Sur les marchés étrangers, les biens manufacturés allemands remportent un succès croissant, amenant les autorités britanniques à imposer l'étiquetage Made in Germany sur les biens importés de l'Empire allemand. Mais l'exode rural a bouleversé en quelques décennies la structure démographique du pays, désormais essentiellement urbain ; et malgré une industrie chimique de premier plan, la Prusse est dépendante des grands empires coloniaux britanniques et français pour alimenter son industrie en matières premières (pétrole, papier, caoutchouc, etc.) et pour le secteur agroalimentaire.
La Première Guerre mondiale, liée en partie à la recherche désespérée de nouveaux débouchés pour l'Empire allemand dans une économie mondiale dominée par les grands ensembles coloniaux, s'ouvre sur une série de succès, tant sur le front est qu'en Belgique. Mais après la défaite de la bataille de la Marne et les difficultés des alliés autrichiens en Serbie, et ottomans en Grèce, l'économie du pays bascule rapidement dans la récession. Le manque de matières premières amène les industriels et les chercheurs à développer le recyclage des matériaux et à mettre au point divers ersatz (comme le Buna), mais la famine touche sérieusement la population urbaine à partir de 1917.
La perte des Dardanelles, l'effondrement du front ouest à l'automne 1918 et l'explosion révolutionnaire dans les grands centres urbains balaient l’Empire allemand et les Hohenzollern ; Guillaume II abdique en novembre 1918 et se réfugie aux Pays-Bas ; dans un contexte de crise politique et économique, l’Allemagne se constitue en une république (la république de Weimar) dont la Prusse n'est plus qu'un simple Land : l'État libre de Prusse (Freistaat Preußen).

## Organisation du Royaume

### L'État

#### Les caractéristiques et les traits
Le développement de l'État prussien est à ancrer dans le développement de la société européenne. Cela signifie que chaque évolution qui s'est produite en Prusse a toujours simultanément ou du moins avec un certain retard, intégré les courants extérieurs et les a adaptés aux besoins spécifiquement prussiens. Ainsi, un développement autonome propre n'a pas eu lieu, mais l'État et la société se sont transformés selon des points de vue isomorphes conformément aux directives des précurseurs sociaux des Pays-Bas, de la France et de l'Angleterre.

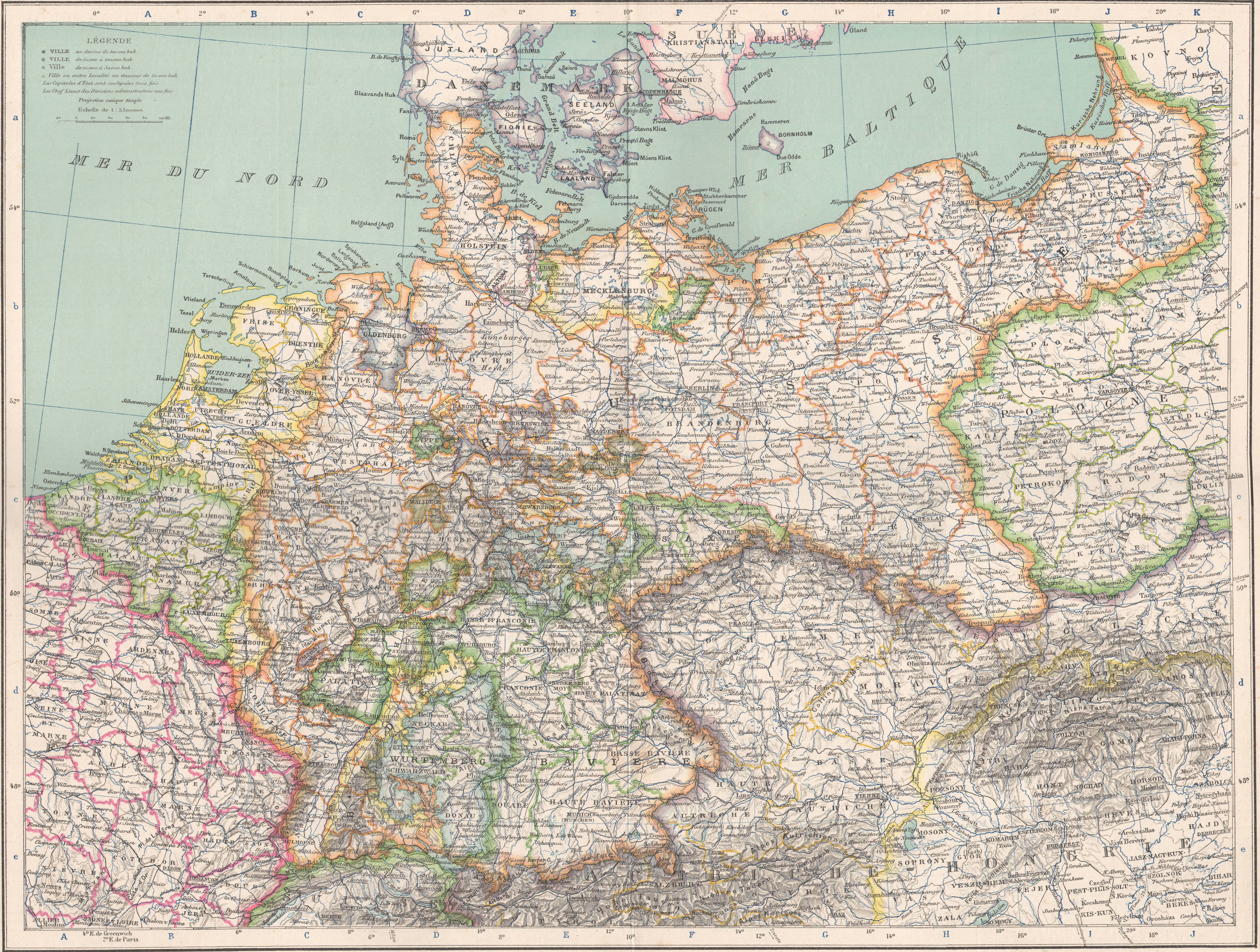
Le royaume de Prusse et ses provinces (orange) dans l'Empire allemand.

Le début du développement des États européens modernes à l'époque moderne a d'abord conduit à la sécularisation du pouvoir public, avec l'éviction de l'Église catholique de tous les domaines de pouvoir séculier à l'époque de la Renaissance. Une fois ce processus terminé, les princes territoriaux laïcs ainsi renforcés ont entrepris de créer leur propre infrastructure, remodelant les structures administratives existantes de manière corporatiste. Ce processus a commencé au XVIIe siècle, défini de manière significative par le Leviathan, et fut achevé vers 1750 en Prusse. Jusqu'à cette époque, l'État prussien était un État fragile. Cette fragilité était également la norme pour tous les États de l'époque dans le monde entier. Déjà à cette époque, une forme distincte d'État de droit se développait en Prusse, qui était alors considérée comme exemplaire. L'État était principalement soutenu par sa fonction publique professionnalisée. L'État prussien présentait donc des caractéristiques d'un État de fonctionnaires typifié, avec une bureaucratie prononcée, incluant une gestion des dossiers réglementée, la primauté de l'écrit, l'intégrité et d'autres caractéristiques selon le modèle de Max Weber. Comme les fonctionnaires devaient insuffisamment légitimer leurs actions, l'État prussien était parfois considéré comme un État autoritaire.
Par ailleurs, l'action de nouveaux courants intellectuels entraîna l'essor de nouveaux groupes d'influence bourgeois vers le centre du pouvoir et demandaient à avoir leur mot à dire. De là, après de longues luttes politiques internes entre les forces monarchiques et les réformateurs dans la période de 1790 à 1850, émergea l'État constitutionnel prussien.
Le caractère de l'État ne se transforma pas seulement politiquement pendant cette période, mais également institutionnellement par sa croissance constante en termes de tâches, de dépenses et de personnel. Au départ, l'État n'était guère plus qu'un instrument privé du souverain pour sécuriser sa position de pouvoir à l'intérieur et à l'extérieur. En Prusse, jusqu'à 90 % des ressources de l'État étaient parfois utilisées uniquement pour l'armée. Alors que plus de 100 000 membres effectuaient leur service en tant qu'employés quasi-publics dans l'armée, l'administration comptait moins de 1 000 personnes vers 1750. Ce déséquilibre a conduit à ce que l'État prussien soit parfois considéré, à l'époque et rétrospectivement, comme un État militaire ou une monarchie militaire.
Plus tard, les fonctions de cet État d'ordre se sont élargies à mesure que la société évoluait. De nouveaux standards et technologies ont entraîné de nouveaux domaines d'intervention qui ont été exploités par l'État sous la direction de l'administration.
L'idée d'un État social ou d'un État-providence, tel qu'on le connaît aujourd'hui, n'a commencé à émerger que dans les dernières décennies autour de 1900. Jusqu'alors, les idées ordolibérales prédominaient dans le domaine de l'État.
Partant d'un conglomérat territorial monarchique accumulé (monarchie composite), l'État unitaire s'est développé progressivement. Les États prussiens du XVIIIe siècle avaient tous formé leurs propres structures administratives internes héritées, qui étaient apparues depuis la fin du Moyen Âge et la formation des états, existant depuis lors. Les acteurs locaux et régionaux de ces structures, tels que les organisations de district, les comités de district ou les assemblées de district au sein de leurs propres paysages, ont perduré jusqu'au début des réformes prussiennes. Les villes immédiates, les biens de la noblesse terrienne avec tous les villages, domaines et habitants qu'ils contenaient, ainsi que les offices des domaines royaux, formaient ensemble le niveau d'administration local et supra-local sous l'État global émergent et ses propres institutions provinciales. La fragmentation fréquente de ces structures organiquement enracinées et les efforts de préservation traditionnels et continus de leurs membres en interaction avec les structures étatiques centrales paralysaient le processus politique. Les innovations et les changements se sont produits lentement et laborieusement. Vers 1800, cela a conduit à des tentatives de changement fondamental graduel, initiées par la direction de l'État.
Les parties du territoire prussien ont été transformées entre 1815 et 1818 dans le cadre des réformes administratives à l'issue des guerres révolutionnaires et napoléoniennes et les gains territoriaux lors du congrès de Vienne en 1815, en une organisation moderne de provinces, de districts et de districts fonciers.
L'État prussien était structuré de manière similaire aux États modernes d'aujourd'hui, avec un niveau global, un niveau provincial (provinces) et un niveau communal avec des compétences locales et supra-locales aux tâches.

#### Forme de gouvernement et chef de l'État
La monarchie prussienne était une monarchie absolue de 1701 à 1848. Le roi de Prusse était le chef de l'État, qui détenait son droit au trône en tant que droit héréditaire de la dynastie des Hohenzollern dès sa naissance. La maison princière constituait le noyau de l'État, avant que, à l'ère bourgeoise, l'État institutionnel moderne ne déloge la monarchie du centre du pouvoir étatique à travers l'Europe. La déviation la plus remarquable de la monarchie par rapport à un État moderne était le rôle que la cour prussienne occupait dans la structure gouvernementale. Le cabinet du roi, situé en son sein, à partir duquel il gouvernait au moyen de conseils ministériels et de rapports écrits, jouissait en raison de son pouvoir d'une position spéciale, à mi-chemin entre le public et le privé, et était donc considéré comme prémoderne du point de vue du droit public.
Le processus réel de déplacement de la monarchie des institutions étatiques commença en Prusse avec les tentatives infructueuses de résistance contre les excès de la Révolution française, qui débutèrent avec la Déclaration de Pillnitz et atteignirent un premier sommet négatif pour la monarchie lors de la bataille de Iéna et d'Auerstaedt. La restauration du pouvoir absolu du roi après 1815 fut suivie par le Vormärz et la révolution de 1848, qui imposaient désormais également des limites constitutionnelles au pouvoir royal.
De 1848 à 1918, l'État fut une monarchie constitutionnelle. Formellement, le roi restait l'institution la plus élevée de l'État. Plus tard avec le gouvernement de Bismarck, le contrôle étatique et politique était entre les mains du gouvernement ministériel et non plus du roi. Au XIXe siècle, l'importance du roi diminua au même rythme que la taille et l'étendue des tâches de l'État bureaucratique augmentaient. La fonction acquit une signification plus représentative dans sa mise en œuvre, ce qui équivalait à une perte de signification.

#### Symboles et devise
Le Preußenlied, Borussia et Heil dir im Siegerkranz avaient été des hymnes populaires ou nationales en Prusse. Le drapeau prussien montrait un aigle noir sur fond blanc, qui était également visible sur les armoiries prussiennes. Dans une série d'insignes, la croix de Fer était devenue un symbole identitaire lié à la Prusse.
La monarchie était symbolisée par les joyaux de la Couronne prussienne.
La devise prussienne « Suum cuique » avait été la devise de l'ordre de l'Aigle noir fondé en 1701 par Frédéric Ier. La devise mettait en évidence les efforts des rois prussiens pour exercer le droit et la justice. Sur les fermoirs des ceintures des soldats se trouvait le cri de guerre courant « Gott mit uns ».
Comme l'État prussien était une monarchie et non un État populaire, les idées politiques de peuple, de liberté ou de prospérité matérielle ne jouaient aucun rôle dans l'identité de l'État.
Les couleurs nationales de la Prusse, le noir et le blanc, avaient déjà été incluses dans les armoiries de la maison des Hohenzollern. L'animal héraldique de la Prusse était l'aigle noir prussien. La devise héraldique depuis la Réforme était « Suum cuique », « À chacun le sien ». Le Preußenlied avait été considéré pendant un temps comme l'hymne national officieux du royaume.
Drapeaux du royaume de Prusse :

Royaume de Prusse (1701).
Royaume de Prusse (1750).
Royaume de Prusse (1803).
Étendard de guerre prussien (1816).
Prusse (1892-1918).

#### Lois et règlements
L'action gouvernementale écrite aboutissait à la mise en œuvre de programmes ou d'actions, se concrétisant finalement par la rédaction d'un document qui établissait clairement les règles ou les instructions à suivre. Leur publication et leur diffusion constituaient la base de la mise en œuvre réussie des mesures prises.
Les lois et décrets prussiens étaient publiés et rendus disponibles dans le Recueil des lois prussiennes (Preußische Gesetzessammlung), ce qui les rendait accessibles. Ils étaient numérotés de manière continue à partir de 1810. Alors que les circulaires de cabinet étaient considérés comme des dispositions administratives ayant force de loi, les décrets avaient un caractère généralement déterminant.
Les documents écrits avaient un caractère d'ordonnance, divisés en articles et sections contenant des dispositions individuelles avec parfois des explications et des descriptions. La longueur d'une loi variait en fonction du sujet, allant de quelques pages à plusieurs dizaines. La forme écrite du document commençait généralement, pour les lois dirigées vers l'extérieur de l'État, par une référence personnelle du roi (Nous [Nom du Roi], par la grâce de Dieu, Roi de Prusse, faisons savoir et déclarons par la présente...) (Wir Name des Königs, von Gottes Gnaden, König von Preußen thun kund und fügen hiermit zu wissen Inhalt). La clôture d'un document législatif comprenait la mention du nom du roi ainsi que le lieu et la date.
Les désignations des documents au XIXe siècle ont subi un changement de nomenclature et dépendaient du cercle d'attribution (interne ou destiné au peuple) et se structuraient principalement ainsi :
- Allerhöchste Kabinettsordre (Cercle d'attribution étatique interne)
- Allerhöchste Verordnung, Traité d'État avec un autre sujet juridique

Non dénommés comme lois au XIXe siècle, les privilèges ou les édits très élevés désignaient des réglementations de caractère spécifique. Au XVIIIe siècle, les documents législatifs étaient nommés rescrit, règlement, circulaire, édit, brevet, déclaration.
Le nombre de lois a augmenté jusqu'en 1870 en raison d'une augmentation générale des tâches de l'État. De plus en plus d'aspects de la société et des conditions de vie devaient être normalisés et réglementés. Ensuite, la structure des formes des ordres s'est transformée en une répartition plus stricte entre les documents ayant force de loi et les normes en dessous du niveau législatif, de sorte que le nombre de lois diminuait, mais pas la densité de réglementation en tant que telle.
- De janvier 1800 à décembre 1809, 567 lois ont été promulguées.
- De janvier 1810 à décembre 1819, 613 lois ont été promulguées.
- De janvier 1820 à décembre 1829, 661 lois ont été promulguées.
- De janvier 1830 à décembre 1839, 842 lois ont été promulguées.
- De janvier 1840 à décembre 1849, 1 124 lois ont été promulguées.
- De janvier 1850 à décembre 1859, 1 960 lois ont été promulguées.
- De janvier 1860 à décembre 1869, 2 404 lois ont été promulguées.
- De janvier 1870 à décembre 1879, 1 103 lois ont été promulguées.
- De janvier 1880 à décembre 1889, 696 lois ont été promulguées.
- De janvier 1890 à décembre 1899, 795 lois ont été promulguées.

#### Lutte pour une Constitution
Les conflits politiques autour de l'octroi d'une Constitution étaient liés à un processus d'évolution politique qui a pris de l'ampleur au milieu du XVIIIe siècle. Le style de gouvernance du despote éclairé qu'incarnait le roi Frédéric II, établi à l'époque, de despotisme éclairé, portait en lui la revendication d'être seulement « le premier serviteur de l'État » en tant que monarque, se séparant ainsi d'abord de l'institution de l'État puis, dans une deuxième étape, se rabaisser lui-même par rapport à celle-ci, ce qui signifiait que le monarque ne pouvait plus exercer un pouvoir discrétionnaire absolu sur l'État. En 1740, il s'agissait encore d'un progrès social important, car jusqu'alors, l'expression monarchique « L'État, c'est moi » était considérée comme toujours admissible en Europe continentale. L'expression de Louis XIV signifiait l'élévation du roi au-dessus de l'État, le tout en un. En résultat de cette revendication politique réellement existante en Europe entre 1650 et 1750, l'État était une organisation légalement non autonome sans personnalité juridique, qui fonctionnait comme un coffre-fort privé, une sorte de propriété privée surdimensionnée du roi. Cette première transformation systémique accomplie en Prusse dans les années 1740 devait être consignée et rendue contraignante dans un code de lois général.
Conformément à la répartition des forces dans le système politique-administratif prussien, les forces réactionnaires ont longtemps prévalu sur les factions progressistes. Bien que le corpus législatif ait été élaboré depuis les années 1780 et ait acquis un caractère de loi fondamentale, une fois que le Code civil général fut adopté, il était déjà obsolète. Il ne faisait que codifier les relations existantes, n'étant donc qu'une représentation du statu quo des rapports de force dominants sans mettre en œuvre une nouvelle approche systémique. En raison de sa construction systémique obsolète, le corpus législatif s'est finalement révélé insuffisant pour constituer une véritable Constitution, seuls quelques aspects secondaires étant significatifs. Cela comprenait le fait que, en tant que corpus législatif suprême de l'État monarchique absolu, il conférait à celui-ci un ordre juridique complet applicable à toutes les provinces de manière égale. En revanche, aucune participation des citoyens au processus politique n'avait été envisagée. Dans l'historiographie, le corpus législatif qui perdurait encore longtemps fut considéré comme une condition préalable importante pour les tentatives de réforme ultérieures.
Avec le renforcement des forces bourgeoises dans les dernières décennies du XVIIIe siècle et les développements mondiaux simultanés (Déclaration des droits en Virginie en 1776 et la Révolution française de 1789), l'impact des écrits des Lumières de Rousseau et de Montesquieu, qui demandaient la formation d'une souveraineté populaire sur la base d'une séparation des pouvoirs ancrée, les confrontations politiques dans l'État prussien entre les différentes tendances ont gagné en contour et en intensité après 1800.
Le pouvoir monarchique a été considérablement mis sous pression et a tenté, en utilisant des tactiques de retardement, de manœuvrer, de temporiser et de faire des promesses vagues, d'éviter la pression principalement exercée par les réformateurs d'État, principalement bourgeois et idéalistes. Finalement, la royauté a réussi avec succès à échapper à la pression. À plusieurs reprises, une fois après 1815 et aussi en 1848, les monarques ont réussi à restaurer leur position politique dans le système politique et à rester au centre de l'État en tant qu'instance politique suprême.
Cela n'a pas non plus changé à nouveau l'octroi d'une Constitution à la Prusse le 6 février 1850. Au moins, les termes et les objectifs du mouvement libéral et de la révolution de 1848 trouvèrent leur place dans le texte, notamment avec le catalogue de droits fondamentaux énoncé dans les articles 3 à 42. Avec l'égalité déclarée de tous les citoyens devant la loi (§ 4), les institutions juridiques de l'ordre social basé sur la naissance furent abolies. Ainsi, le principe fondamental de la société bourgeoise moderne était déclaré. La liberté personnelle de confession religieuse, de science et de presse, l'inviolabilité du domicile et de la propriété, ainsi que la liberté d'association et de réunion, étaient également établies. L'obligation scolaire générale et le service militaire universel formaient d'autres piliers de l'État.
Le monarque demeurait toutefois souverain de plein droit, tandis que le peuple et ses représentants tiraient leurs droits de la constitution. En conséquence, le monarque était inviolable et n'avait aucune responsabilité gouvernementale. Seule la puissance exécutive appartenait au roi. Il exerçait le commandement suprême sur l'armée, déclarait la guerre et la paix, et concluait des traités de droit international.
L'octroi de la constitution aligna le système politique de la Prusse sur les développements et normes internationaux, ou les a suivis. Cette évolution marqua la fin d'un régime de gouvernance « quasi-despotique » dépassé du point de vue constitutionnel et son remplacement par un État constitutionnel. La légitimation et la succession au pouvoir reposaient ainsi sur une base plus large qu'auparavant.
Cependant, le stade de développement atteint ne constituait que la première moitié du chemin vers une souveraineté populaire véritablement légitimée démocratiquement, telle qu'elle devait devenir réalité pour la première fois avec la république de Weimar.

#### Budget de l'État
Les revenus de l'État se composaient principalement, au début du royaume, des revenus domaniaux (privés du roi). Cela comprenait les revenus des domaines et biens domaniaux, les revenus des droits de régale sur la monnaie, le courrier, les douanes, l'impôt du sel, ainsi que l'impôt de charge (une sorte d'impôt sur le revenu pour les fonctionnaires de l'État). Vers 1700, ces revenus s'élevaient à environ 1,9 à 2,0 millions de thalers. Sur cette somme, 700 000 thalers faisaient partie de la fortune privée du roi. Le reste servait à financer la cour et à payer les salaires et les traitements. Les disparités dans l'utilisation des fonds de l'État se sont particulièrement manifestées lors de l'année de la peste en 1711, lorsque seuls 100 000 thalers ont été dépensés pour la province durement touchée de Prusse-Orientale, où des milliers de personnes ont perdu la vie.
Depuis l'époque de l'électorat, une taxe indirecte sur la consommation de biens de consommation, appelée accise, était perçue aux entrées et sorties des villes. Cette taxe était collectée par les commissaires fiscaux et de guerre.
Grâce à des mesures de réforme constantes, les revenus des domaines augmentèrent de 1,8 million de thalers en 1713 à 3,3 millions de thalers en 1740. Les revenus des impôts fonciers ont également augmenté au cours de cette période. Cela comprenait la mise en place du Generalhufenschoß sur la propriété foncière entre 1716 et 1720, qui incluait pour la première fois la noblesse propriétaire foncière. L'introduction d'une taxe de remplacement pour les anciennes redevances féodales a entraîné des conflits acharnés avec la noblesse locale, mais a été imposée par le roi. Les paysans devaient verser des contributions (impôts fonciers) à l'État, représentant 40 % du produit net. Ensuite, les prétentions des propriétaires de domaines devaient être satisfaites sur les 60 % restants.
En 1740, les revenus de l'État étaient répartis comme suit :
- domaines : 2,6 millions de thalers,
- contributions : 2,4 millions de thalers,
- accises : 1,4 million de thalers,
- monopole postal : 0,5 million de thalers,
- monopole du sel : 0,2 million de thalers

Six millions de thalers étaient utilisés pour l'entretien de l'armée. 0,65 million de thalers étaient versés au trésor public. La constitution d'un trésor public sous forme de pièces de monnaie et d'argenterie, stockées dans des coffres-forts au château de Berlin, a conduit à des tendances déflationnistes économiquement préjudiciables, car ces ressources économiquement importantes étaient retirées de la circulation monétaire et n'étaient pas été investies dans de nouvelles activités. Le cycle économique fut perturbé par l'accumulation étatique. La cour reçut 740 000 thalers pour ses dépenses. La plupart des dépenses de la cour étaient consacrées aux salaires, aux commandes d'artisans et de manufactures. Les investissements réalisés entre 1713 et 1740 se sont élevés à :
Entre 1713 et 1740, les dépenses d'investissement se sont élevées à :
- 5 millions de thalers pour l'acquisition de domaines,
- 2,5 millions de thalers pour la construction de fortifications,
- 2 millions de thalers pour les travaux de construction civils,
- 6 millions de thalers pour le rétablissement en Prusse-Orientale,
- 2 millions de thalers pour l'acquisition de la Poméranie suédoise jusqu'à la Peene,
- 12 millions de thalers pour le recrutement de soldats à l'étranger.

En 1785, un an avant la mort de Frédéric II, les recettes du budget de l'État s'élevaient à 27 millions de thalers. Le budget de la cour prussienne était de 1,2 million de thalers cette année-là, tandis que l'armée prussienne disposait d'un budget de 12,5 millions de thalers. Le corps diplomatique disposait de 80 000 thalers, les pensions représentaient un budget de 130 000 thalers, et les autres dépenses s'élevaient à cinq millions de thalers. En 1797, sur un budget total de 20,5 millions de thalers, 14,6 millions de thalers étaient alloués à l'armée prussienne, 4,3 millions de thalers à la cour et à l'administration civile, et 1,5 million de thalers à l'amortissement de la dette et au service des intérêts.
En 1740, lors de l'accession au pouvoir de Frédéric II, le trésor public disposait de sept millions de thalers. En 1786, les réserves de l'État s'élevaient à 60 à 70 millions de thalers. La Prusse était devenue politiquement indépendante grâce à son autonomie financière. En quelques années sous l'égide de Frédéric-Guillaume II, ces réserves furent complètement épuisées et des dettes d'État avaient été contractées, ramenant la Prusse sur la voie de l'endettement et de la dépendance aux subsides. Sous le règne du successeur, Frédéric-Guillaume III, les dettes avaient de nouveau été remboursées.

#### Tâches de l'État

##### Sécurité intérieure
Jusqu'à la fin de la deuxième moitié du XVIIIe siècle, le pouvoir étatique était entre les mains de la noblesse terrienne possédante, qui contrôlait environ 75 à 80 % de la population rurale sur ses domaines. Outre la juridiction, cela comprenait également des tâches de police.
Au début du XVIIIe siècle, il n'y avait pas encore de fonctionnaires exécutifs spécifiques chargés de la sécurité. Le pouvoir de police était entre les mains des magistrats et des huissiers de ville qu'ils chargeaient. Il n'existait pas de départements de police spéciaux dans les administrations municipales.
Les huit premiers agents de police chargés de la sécurité ont été embauchés en 1735. Berlin a reçu des districts de police en 1742, chacun dirigé par un commissaire. Au milieu du siècle, l'institution de sécurité non militaire à Berlin était composée de 18 commissaires, huit agents de police et 40 gardes de nuit. Le système de police berlinois a également été adopté par d'autres villes. Cependant, l'armée détenait toujours le pouvoir dominant partout. À Berlin, en 1848, il n'y avait que 204 policiers pour plus de 400 000 habitants.

##### Aménagement et ordre urbain
Au XVIIIe siècle, d'importants projets de construction urbains furent lancés à travers l'Europe. Un moteur essentiel de ces programmes d'expansion centralisée était également les aspects de défense. Ainsi, les structures et installations militaires dominaient initialement aux côtés des programmes de construction résidentielle les activités étatiques.
En Prusse, cependant, certaines de ces évolutions en matière d'aménagement spatial furent retardées au cours du XVIIIe siècle. Cela comprenait d'abord le retard dans la réalisation de la levée topographique et la production de cartes. De même, l'aménagement des voies de communication et des systèmes de guidage fut introduit plus tard en Prusse que dans d'autres États allemands. Souvent, les considérations de défense entravaient les projets ambitieux. Un réseau routier et de guidage bien développé ou des cartes précises accessibles au public auraient pu offrir des avantages à un adversaire militaire. Les rénovations dans les villes se limitaient à remplacer l'ancien par du nouveau de manière similaire. Les incendies de ville (deux sur 100 villes brûlaient chaque année en Prusse), les destructions de guerre ou les catastrophes naturelles étaient des occasions pour cela. L'urbanisme et l'aménagement du territoire visaient principalement à la préservation et à la reconstruction. Ces activités étaient regroupées au sein du département de l'infrastructure de l'administration centrale.
À partir du XVIIIe siècle, l'État investit de plus en plus dans la construction de bâtiments civils et militaires. À partir du milieu du XVIIIe siècle, des casernes furent construites, notamment entre 1763 et 1767, deux casernes d'artillerie et cinq casernes d'infanterie avec des écuries et des magasins, auxquelles d'autres suivirent par la suite. À Berlin, entre 1769 et 1777, 149 maisons de citoyens fuirent construites aux frais de l'État. Entre 1780 et 1785, un total de 1,2 million de thalers avaient été dépensés sur les fonds royaux pour la construction de casernes, d'églises, de la bibliothèque royale, de 91 grandes maisons d'habitation, du palais du prince Henri et de nombreuses manufactures. À Potsdam et dans ses environs, le roi investir un total de 3,5 millions de thalers entre 1740 et 1786 pour la construction de 720 maisons d'habitation et de colons. En plus de cela, des dépenses de 216 000 thalers furent engagées pour des fabriques, 450 000 thalers pour des bâtiments militaires et 1,1 million de thalers pour le grand orphelinat militaire, des églises et des portes de ville. Au total, Frédéric II a investi 10,5 millions de thalers dans l'expansion de Potsdam. Pour le reste de la marche de Brandebourg, entre 1740 et 1786, 9,2 millions de thalers furent dépensés pour la construction de bâtiments résidentiels et industriels et pour le développement de l'agriculture locale.

##### Politique monétaire et le droit de battre monnaie
Le Thaler prussien était la monnaie de la Prusse jusqu'en 1857.
Formellement, pour le Saint-Empire romain germanique, l'ordonnance monétaire impériale (Reichsmünzordnung) créée dans les édits monétaires de 1551, 1559 et 1566 était toujours en vigueur au XVIIe siècle. Cependant, ces normes n'étaient pas respectées, de sorte que l'électeur de Brandebourg, avec l'électeur de Saxe, édictaient leur propre devise. Depuis 1667, la convention monétaire de Zinna était en vigueur pour le Brandebourg-Prusse. Le dualisme prusso-autrichien conduisit à des bouleversements monétaires, divisant le territoire du Saint-Empire romain germanique en deux zones monétaires. En 1750, Frédéric II a mené une réforme monétaire selon le plan de son directeur de la monnaie, Johann Philipp Graumann (de). La réforme monétaire de Graumann a introduit le système du thaler à 14 thalers en Prusse. De plus, la Prusse émit des thaleurs impériaux et des pièces d'or légèrement plus légères appelées Frédéric d’or. Cette réforme a rendu la Prusse politiquement indépendante sur le plan monétaire. En 1821, dans le cadre d'une réforme monétaire, le thaler prussien fut divisé en 30 Silbergroschen, chacun valant 12 pfennigs.
Jusque-là, le thaler était divisé en 24 Groschen, chacun valant 12 pfennigs. En outre, il existait d'autres subdivisions dans les provinces orientales du pays. La monnaie prussienne fut unifiée en 1821, éliminant ainsi ces subdivisions. En 1857, le thaler prussien a été remplacé par le Vereinstaler.

##### Poste royale
La Poste royale prussienne constituait le premier réseau de transport public jusqu'à l'établissement d'un dense réseau ferroviaire, reliant toutes les provinces et régions de Prusse, et exerçant ainsi une fonction d'intégration centrale pour la consolidation de l'État prussien.
En 1786, il y avait 760 bureaux de poste en Prusse, quatre bureaux de poste supérieurs à Berlin, Breslau, Königsberg et Stolzenberg, 246 bureaux de poste et 510 bureaux de gardiens de poste, qui étaient des bureaux de poste non autonomes attribués au bureau de poste le plus proche. Le bureau de poste général, élevé au rang de département autonome en 1741, était le service principal. Le général des postes avait le rang de ministre d'État et était également responsable du département de l'Industrie, du Commerce et du sel du Directoire général. Plus tard, il fut intégré dans le nouveau ministère de l'Intérieur.
En 1850, la poste prussienne employait au total 14 356 employés dans 1 723 bureaux de poste. L'administration postale entretenait 6 534 voitures postales et 12 551 chevaux. Plus de 2,1 million de voyageurs furent transportés.

#### Structure fédérale de la Prusse
Les « États du roi de Prusse » (Staaten des Königs von Preußen), dont le nom « Prusse » s'étendit pour désigner l'ensemble des territoires vers le milieu du XVIIIe siècle, étaient constitués au début du XVIIIe siècle des parties suivantes : le royaume de Prusse, la marche de Brandebourg, les duchés de Poméranie, Gueldre, Clèves, Moers, Tecklembourg, Lingen, Minden, La Marck, Ravensberg, Lippstadt, le duché de Magdebourg, Halberstadt, la principauté souveraine de Neuchâtel et le comté souverain de Valangin. En 1713, les parties furent divisées en provinces suivantes : marche du Milieu, Uckermark et Altmark, Nouvelle-Marche-Poméranie-Casubes, Prusse, Geldre-Clèves, Minden-Mark-Ravensberg, Magdebourg-Halberstadt, Neuchâtel et Valangin. En 1740, les autorités provinciales furent transformées ou réorganisées en chambres de guerre et de domaines. Leur structure changea également au cours des décennies suivantes lorsque d'autres territoires, notamment la Silésie en tant que propriété souveraine, furent intégrés à la Prusse.
Après le congrès de Vienne en 1815, l'État prussien fut divisé en dix provinces par un décret visant à améliorer l'organisation des autorités provinciales du 30 avril 1815, ces provinces étant, à l'exception de la Prusse-Orientale, de la Prusse-Occidentale et de la Posnanie, des entités administratives du royaume de Prusse dans le territoire de la Confédération germanique. DE 1829 à 1878, la Prusse-Orientale et la Prusse-Occidentale étaient unies dans la province de Prusse ayant pour capitale Königsberg.
Après la guerre austro-prussienne de 1866, la Prusse annexa le royaume de Hanovre, le landgraviat de Hesse, le duché de Nassau, les duchés de Schleswig et de Holstein ainsi que la ville libre de Francfort. Trois provinces furent formées à partir de ces territoires :
- Province de Hanovre, capitale Hanovre
- Province de Hesse-Nassau, capitale Cassel
- Province du Schleswig-Holstein, capitale Kiel puis Schleswig de 1879 à 1917

À la veille de la Première Guerre mondiale, le royaume de Prusse était divisée en 14 provinces :
- Prusse-Orientale, capitale Königsberg
- Prusse-Occidentale, capitale Dantzig
- Ville de Berlin
- Brandebourg, capitale Potsdam
- Poméranie, capitale Stettin
- Posnanie, capitale Posen
- Silésie, capitale Breslau
- Saxe, capitale Magdebourg
- Schleswig-Holstein, capitale Schleswig – conquise en 1864
- Hanovre, capitale Hanovre – conquise en 1866
- Westphalie, capitale Münster
- Hesse-Nassau, capitale Cassel – conquise en 1866
- Rhénanie, capitale Coblence
- Hohenzollern, capitale Sigmaringen (province à part entière, elle dépendait cependant de la Rhénanie prussienne pour les questions militaires).

Les 14 provinces comprennent des districts (Bezirke) et celles-ci des arrondissements (Kreise). Chaque province a un parlement élu par celui des arrondissements. Le royaume de Prusse comprenait ainsi douze provinces. Cette division est restée en vigueur jusqu'à l'entrée en vigueur du traité de Versailles en 1920.

#### Autorités gouvernementales suprêmes et administration provinciale
Les rois de Prusse gouvernaient « en cabinet », ce qui signifiait qu'à l'époque de Frédéric II, le cabinet se composait de deux à trois conseillers de cabinet privé et de plusieurs secrétaires de cabinet, et que le roi communiquait principalement par écrit avec ses ministres. Ses instructions, les célèbres ordres de cabinet, avaient force de loi. Les ministres du cabinet, de la Justice et de l'État, ainsi que les diplomates de haut rang, faisaient également partie du Conseil privé, initialement central, mais qui perdit de son importance au fil du temps. L'administration centrale proprement dite était assurée à la fin du XVIIIe siècle par le ministère de la Justice, le ministère du Cabinet et le Directoire général. Le ministère du Cabinet, chargé de conseiller le roi en matière de politique étrangère, était composé d'un à deux ministres et de cinq à six conseillers de légation secrets. Depuis 1723, le Directoire général était responsable de l'administration financière, intérieure et militaire de la Prusse. En 1772, il y avait au total 12 chambres de guerre et de domaines, responsables de l'administration financière, de la police et de la militaire dans les provinces. Elles étaient dirigées par un président de chambre noble, assisté d'un à deux directeurs. Elles disposaient de plusieurs grands forestiers, d'un directeur de la construction ainsi que, selon la taille et l'importance de la province, entre cinq et vingt conseillers militaires et aussi des conseillers fiscaux, chargés de la surveillance locale des questions de police, de commerce, d'industrie et d'accises. Il y avait aussi des landrats nobles, qui dirigeaient les arrondissements des provinces; ils étaient les serviteurs royaux et, en tant que représentants élus des assemblées de district, les représentants des états fonciers. Il y avait aussi une Chambre de vérification supérieure, qui comptait 25 conseillers et 13 secrétaires, une sorte de chambre de vérification des comptes. En étroite relation avec le Directoire général se trouvaient la Banque centrale royale, la Société commerciale maritime et l'Administration générale du sel, chacune dirigée par son propre ministre des Finances. Chaque département du Directoire général était dirigé par un ministre. Jusqu'en 1806, le champ de compétence de ce « super-ministère » s'est élargi par la création de nouveaux départements. En 1806, il y avait sept chefs de département, 52 conseillers et 73 secrétaires. En plus du Directoire général, il y avait le département des finances de Silésie, basé à Breslau. Ce département avait sa propre compétence pour les deux chambres de guerre et de domaines à Breslau et Glogau. Ainsi, au XVIIIe siècle, les principautés de Silésie occupaient une position spéciale en Prusse. Le ministère de la Justice était dirigé par quatre ministres et sept conseillers. Il était également responsable des affaires religieuses. Il supervisait les « gouvernements » ainsi que les cours de justice de Hof et de Ober, qui représentaient le pouvoir judiciaire ; ceux-ci géraient également les affaires de souveraineté, de frontières, de fiefs, d'églises et d'écoles.

#### État de droit
La mise en place de l'organisation des autorités administratives à l'échelle de l'État, lancée sous Frédéric-Guillaume Ier, a conduit à l'établissement d'une structure judiciaire centralisée. Celle-ci visait à regrouper les cours supérieures jusque-là indépendantes et compétentes pour les différentes régions du pays. En tant qu'instance judiciaire suprême de l'État centralisé, le Grand Collège de Frédéric, également appelé ainsi en l'honneur de Friedrich, a été créé en 1748, regroupant la Cour de la chambre et les cours d'appel supérieures de Berlin. Une organisation judiciaire organique, dotée d'une tête unique compétente pour tous les États prussiens, ne fut réalisée qu'en 1782, lorsque l'Obertribunal, lié à la Cour de la chambre, acquit son indépendance et devint la plus haute instance pour l'ensemble de la monarchie, désormais appelé Geheimes Obertribunal. Les cours de la chambre de Brandebourg, le tribunal d'Est-Prusse, les gouvernements des districts supérieurs de Silésie et, dans les autres régions, les « gouvernements », furent alors établis en tant qu'instances intermédiaires dans les provinces.
L'essentiel de la mise en place du système juridique prussien au XVIIIe siècle a été élaboré et dirigé par Samuel von Cocceji et Johann Heinrich von Carmer.

#### Affaires étrangères

##### Relations avec les autres États
Avec sa politique de puissance, la Prusse renforça sa position dans l'équilibre des puissances européennes. Elle était considérée comme une puissance militaire émergente et était donc courtisée par les grandes puissances européennes jusqu'en 1740 en tant que puissance auxiliaire. Sans frontières naturelles, la Prusse n'avait pas de zone de sécurité, ce qui entraîna une tendance croissante à choisir ses moyens de politique étrangère avec moins de précaution et lui valut des reproches d'insouciance.
La politique étrangère de la Prusse était donc changeante et s'orientait toujours selon ses propres besoins, ce qui parfois se traduisait par une « politique de bascule ». Des alliances étaient conclues à court terme et dans le but d'atteindre des objectifs spécifiques, et la fidélité aux traités internationaux était « laxiste ». Cela engendrait de l'incertitude et de l'instabilité pour ses voisins.
La Prusse entretenait des relations directes et étroites avec l'Empire russe, avec lequel elle avait conclu divers traités d'alliance aux XVIIIe et XIXe siècles. À l'égard de la Suède, qui, en tant qu'hégémonie déclinante dans la lutte pour le contrôle de la Baltique, entretenait depuis longtemps des tendances agressives envers ses voisins du sud, la Prusse entretenait des relations confrontatives et souvent belliqueuses. Entre 1630 et 1763, elle mena au total cinq guerres contre la Suède. En revanche, le royaume du Danemark était un partenaire d'alliance naturel pour la Prusse et une importante puissance de référence et d'orientation. Les relations avec les Pays-Bas étaient également positives, leur importance pour l'État prussien précoce et ses élites se manifestant surtout par une adaptation culturelle, une référence et une similitude. La Prusse entretenait des échanges mutuellement bénéfiques avec la Grande-Bretagne en tant que grande puissance mondiale. En revanche, la Prusse fut en conflit à plusieurs reprises et de manière persistante avec la puissance continentale qu'était la France. De 1674 à 1807, six affrontements militaires eurent lieu avec la France. La Pologne, autrefois grande puissance, stagnait au XVIIIe siècle et fut victime de la politique de partage austro-prusso-russe.
La politique prussienne à l'égard du Saint-Empire romain germanique a conduit au XVIIIe siècle à un affaiblissement considérable de la cohésion impériale. D'une part, l'invasion des troupes prussiennes en Silésie à la fin de 1740 constituait une violation flagrante de l'ordre juridique impérial. En outre, la Prusse cherchait à renforcer son autonomie en tant que royaume par rapport à l'Empire. Cela la positionnait principalement contre la monarchie Habsbourg, avec l'empereur à sa tête, le prince le plus puissant de l'Empire défendant sa préservation. Il en résulta le dualisme allemand qui dura jusqu'en 1866.
Avec les autres États allemands, il y avait un échange varié et dense. La Prusse prit l'hégémonie au cours du XVIIIe siècle en tant que premier État princier protestant devant la Saxe. En 1785, la Prusse démontra qu'aucun changement substantiel dans les relations juridiques et territoriales de l'Empire n'était possible en initiant la Ligue des Princes.

##### Corps diplomatique
La transformation politique et diplomatique du XVIIIe siècle en Europe également influença la société de l'époque. Les changements dans les alliances et les stratégies diplomatiques eurent souvent un impact direct sur la vie quotidienne des gens.
La pratique des ambassades permanentes dans toute l'Europe a non seulement renforcé les liens entre les États, mais a également ouvert de nouvelles perspectives sociales. Les ambassades sont devenues des centres d'échanges culturels, où les arts, la littérature et les idées circulaient librement. Cela a contribué à une plus grande ouverture d'esprit et à un enrichissement culturel.
De plus, les diplomates et les envoyés ont joué un rôle important dans la diffusion des idées des Lumières à travers l'Europe. Leurs contacts avec les philosophes, les écrivains et les penseurs ont contribué à propager les idées de liberté, d'égalité et de tolérance.
En outre, l'établissement de relations diplomatiques permanentes a favorisé les échanges commerciaux et économiques entre les États, ce qui a stimulé la croissance économique et le développement des villes.
Au niveau local, les familles aristocratiques qui fournissaient souvent les diplomates et les envoyés ont également bénéficié de ces changements. Elles ont acquis une plus grande influence politique et sociale grâce à leurs liens avec les cercles diplomatiques et ont souvent joué un rôle clé dans les alliances et les négociations internationales.

## Société prussienne
L'ensemble des groupes et des individus sur le territoire du royaume de Prusse ne formait pas une société au sens d'une nation. Il existait des mondes régionaux, culturels et sociaux très différents. L'émergence d'une nation s'est réalisée de manière rudimentaire après 1815 dans les provinces prussiennes historiques, à l'exclusion des territoires nouvellement acquis sur en Rhénanie et en Westphalie.

### Sphères publiques (féodales) et bourgeoises représentatives
Encore dans les premières décennies du XVIIIe siècle, il n'existait presque exclusivement en Prusse, comme dans d'autres États européens, que la « sphère publique représentative ». Ses caractéristiques inhérentes au système ne faisaient pas suffisamment la distinction entre le privé et le public, mais seulement entre les roturiers et les privilégiés. Le symbole de la sphère publique représentative était le cérémonial de la Cour, c'est-à-dire la Cour prussienne, la vie de cour en général. Cela signifiait l'exclusion du peuple de la sphère publique. Tout ce qui n'était pas de la cour n'était donc que décor et dans un rôle passif de spectateur, tandis que la cour occupait la scène vers laquelle les sujets devaient se tourner.
Au cours du XVIIIe siècle, les pouvoirs féodaux, l'Église, la principauté et la noblesse, auxquels la sphère publique représentative était attachée, se sont divisés en une sphère publique et une sphère privée. Depuis la fin du XVIIe siècle, la circulation des informations est devenue accessible au public en Europe centrale et a ainsi acquis un caractère public. Les médias imprimés ont joué le rôle d'ouvrir la voie à la classe bourgeoise confinée vers la maturité. Parmi les périodiques importants des Lumières figurait le Berlinische Monatsschrift. Le style journalistique avait dans la majorité des articles un caractère discursif, semblable au dialogue. D'autres journaux de renom étaient la Schlesische Zeitung, les Schlesische Provinzialblätter, la Spenersche Zeitung, et la Vossische Zeitung (à partir de 1785 : Königlich Privilegirte Berlinische Zeitung von Staats- und gelehrten Sachen).
C'est de la nouvelle sphère privée, qui était apparue à côté de la sphère publique représentative de l'État, que s'est développée la forme préliminaire de la sphère publique bourgeoise. Celle-ci était à l'origine la sphère publique littéraire. Les bases de cette dernière furent posées par le courant intellectuel des Lumières qui se répandit en Europe et dans les Amériques au XVIIIe siècle. Ce mouvement favorisa l'émergence d'une classe de citoyens mûrs, qui ne se considéraient plus seulement comme des sujets obéissants aux traits matériels et automatiques, mais comme des individus confiants dotés de droits naturels innés. Comme le lectorat formait un groupe authentique issu de l'élite sociale qui s'éduquait elle-même, une nouvelle catégorisation sociale est ainsi apparue, plus tard communément caractérisée comme la bourgeoisie éclairée.
L'autonomie croissante de ces « citoyens de l'État » favorisa la formation de réseaux sociaux autonomes, qui n'étaient plus influencés par les réglementations monarchiques et étatiques. Les réseaux d'associations et de sociétés fonctionnaient comme des assemblées populaires avec droit de parole libre. Ils devaient offrir à la sphère publique privée la possibilité de réfléchir sur elle-même et sur les questions les plus importantes de l'époque. Cela favorisa l'émergence de cercles de lecture. Certains cercles se réunissaient de manière informelle. Les librairies étaient également d'importants lieux de rencontre pour cette nouvelle sphère publique. Outre les cercles de lecture, les loges et les sociétés patriotiques et d'utilité publique, il existait encore de nombreuses associations littéraires et philosophiques ainsi que des groupes d'érudits spécialisés dans les sciences naturelles, la médecine ou les langues. Parmi les acteurs de cette société civile naissante en Prusse vers le milieu du XVIIIe siècle, on comptait des écrivains, des poètes, des éditeurs, des membres de clubs, de sociétés et de loges, ainsi que des lecteurs et des abonnés. Ces groupes intellectuels s'intéressaient aux grandes questions de l'époque, littéraires, scientifiques et politiques. D'importantes personnalités de l'époque en Prusse étaient par exemple Karl Wilhelm Ramler ou l'éditeur Friedrich Nicolai.
En résultat, la société prussienne autrefois très silencieuse et léthargique du XVIIe siècle a donné naissance à une sphère publique bruyante, vivante et diversifiée avec des discours ouverts. La sphère publique littéraire s'est ensuite transformée en une sphère publique politique, qui s'est établie comme une critique du pouvoir étatique autocratique dans son ensemble. Cela a été favorisé par la suspension temporaire de la censure au début du règne de Frédéric II en 1740. La critique du système politique et du monarque était devenue possible grâce aux Lumières berlinoises, ce qui était unique en Europe. Fondamentalement, les sphères publiques féodales et bourgeoises ont coexisté jusqu'à la fin de la monarchie en 1918, bien qu'on puisse constater une perte constante de substance et d'importance de la culture publique monarchique et aristocratique.

### La constitution agraire prussienne
Au XVIIe siècle, la seigneurie foncière s'était imposée dans les régions à l'est de l'Elbe en Brandebourg-Prusse. Les paysans dépourvus de droits étaient liés au seigneur foncier en tant que serfs et lui devaient des corvées. Les pouvoirs essentiels étaient entre les mains des nobles propriétaires fonciers et terriens, les junkers. Quelques aristocrates aisés possédant de vastes domaines contrôlaient ainsi presque toute la politique provinciale. L'État prussien ne disposait que de faibles compétences de conception en dessous du niveau du district.
La mobilité sociale engendrée par l'émancipation des paysans au début du XIXe siècle a conduit à un exode rural d'une grande partie de la population vers les villes. La disponibilité de main-d'œuvre bon marché qui en a résulté a été une condition préalable à la révolution industrielle naissante.

### De la société d'ordres à la société de classes
À la fin du XVIIe siècle, la bourgeoisie urbaine se composait traditionnellement de l'artisanat organisé en corporations, qui partageait le pouvoir dans les conseils municipaux avec quelques patriciens influents. Avec les Lumières et le mercantilisme naissant vers 1700, les artisans ont progressivement perdu leur influence au profit d'une petite couche de grands bourgeois riches, composée de propriétaires de manufactures, de grands commerçants et de changeurs, formant la nouvelle élite urbaine. Parmi les représentants importants au XVIIIe siècle figuraient Johann Ernst Gotzkowsky, Wilhelm Caspar Wegely (de), Johann Jacob Schickler (de) et Friedrich Heinrich Berendes. La fonction publique prussienne a également gagné en importance ; l'armée composée de soldats en service avec leurs familles et invalides formait au XVIIIe siècle une couche intermédiaire juridiquement distincte.
La seigneurie foncière dominée par les junkers dans les régions à l'est de l'Elbe est souvent décrite dans l'historiographie comme un « retard économique », un « arbitraire des junkers » et un esprit de sujétion. Les châtiments corporels faisaient partie des moyens de discipline répandus des seigneurs fonciers. La population rurale simple restait loyale au roi et croyait à la légende du « Roi juste ». Cependant, l'État a interdit les mauvais traitements les plus graves, tout en soutenant également les propriétaires fonciers, car les corvées et l'attachement à la glèbe marquaient la société rurale. Contre les révoltes paysannes, qui ont eu lieu à plusieurs reprises en Silésie de 1765 à 1793, en 1811 et en 1848, l'État a déployé l'armée. Ce n'est qu'avec l'émancipation des paysans, le rachat, l'exode rural et l'établissement du salariat que ces conditions ont lentement évolué.
Les influences d'ordres restantes et les interventions de l'État ont marqué la société urbaine au XIXe siècle. En raison des inégalités sociales associées à de grandes disparités de revenus, une large sous-classe économique s'est formée dans les villes. Celle-ci se composait d'ouvriers de manufactures, qui n'avait acquis une conscience de soi qu'au cours du XIXe siècle. La société civile prussienne des XVIIIe et XIXe siècles se composait en grande partie de journaliers et de mendiants vivant souvent comme sous-locataires à la limite de l'itinérance. Cette société de classes n'a évolué que lentement grâce à une éducation croissante, une différenciation professionnelle, une augmentation du bien-être et les interventions de l'État.

### La caste seigneuriale féodalo-capitaliste
Le système de domination prussien reposait sur la monarchie. Le roi assurait son pouvoir sur la noblesse terrienne et dans les villes grâce à ses garnisons et à la bureaucratie d'État. L'influence de la bourgeoisie urbaine se limitait à l'autonomie municipale. Dans le sillage des Lumières, une couche de bourgeois cultivés a émergé, développant de nouvelles idées et concepts de participation et revendiquant un droit de regard.
La classe féodale s'est ainsi retrouvée sur la défensive pour la première fois entre 1789 et 1815. La domination féodale s'est ensuite consolidée pendant la Restauration, pour être à nouveau remise en cause par la classe bourgeoise renforcée pendant la période pré-révolutionnaire.
Après l'échec de la révolution de 1848, la bourgeoisie politique s'est à nouveau retirée, se concentrant sur ses compétences économiques. Elle a laissé le pouvoir politique aux « anciennes élites ». Mais de nouveaux groupes d'intérêts sont apparus, possédant certes peu de pouvoir politique, mais des moyens de puissance importants à travers le capital, la production et le travail, leur conférant une grande influence sur la politique étatique.
Ces nouvelles élites se sont regroupées dans des associations patronales libres, en dehors des chambres de commerce et d'industrie existantes. La couche noble établie, originaire principalement des provinces rurales du centre et de l'est, a continué à revendiquer la représentation du bien commun, dans un mélange de paternalisme et de charité.
Cependant, l'industrialisation a fait perdre à la noblesse son rôle économique dominant basé sur la propriété foncière et l'agriculture, au profit de la bourgeoisie, tout en préservant son rang social élevé. La bourgeoisie économique a d'abord manqué de conscience de classe autonome, cherchant plutôt à être intégrée à la classe noble (par le mariage, l'anoblissement). Les « nouveaux riches » ont ainsi copié le mode de vie de la noblesse, achetant et occupant ses domaines, formant une nouvelle couche seigneuriale féodalo-capitaliste en Prusse.
Cette hybridation entre structures féodales et logiques capitalistes a profondément marqué la trajectoire de la Prusse, freinant les transformations sociales et politiques qui auraient pu remettre en cause la domination de cette élite traditionnelle. La lente transition vers une société de classes plus moderne n'a pu se faire qu'au prix de luttes sociales et de réformes progressives.

### Les mouvements sociopolitiques
La différenciation de la société civile en formation, de plus en plus indépendante de l'État, a pris de l'ampleur au XIXe siècle. À la fois la classe bourgeoise et la classe ouvrière ont développé davantage de sous-couches distinctes, qui se sont également hétérogénéisées et épanouies dans différentes directions sociales.
La bourgeoisie s'est divisée en plusieurs fractions, comme la bourgeoisie industrielle, la bourgeoisie commerçante et la bourgeoisie intellectuelle. Chacune de ces sous-groupes a développé ses propres intérêts et revendications politiques.
De même, la classe ouvrière s'est progressivement structurée en différents courants, allant des travailleurs qualifiés aux ouvriers non qualifiés, des socialistes aux anarchistes. Ces diverses tendances au sein du mouvement ouvrier ont mené à l'émergence de syndicats, de partis politiques et d'associations diverses, reflétant la complexité croissante de la société civile.
Ainsi, la société prussienne du XIXe siècle a vu se multiplier les mouvements sociopolitiques, à la fois au sein de la bourgeoisie et de la classe ouvrière, traduisant une différenciation et une autonomisation grandissante de la sphère civile par rapport à l'État.

#### Nationalisme libéral, patriotisme prussien et nationalisme allemand
Des aspirations à l'unification de l'Allemagne sont nées en Allemagne à la suite des bouleversements de la Révolution française, portées principalement par la classe bourgeoise urbaine éclairée. Après Iéna, la Ligue de la Vertu (Tugendbund) a été fondée à Königsberg en 1808. Celle-ci était considérée par le roi de Prusse comme la première cellule révolutionnaire, alors qu'en réalité, il n'existait pas de mouvement organisé de cette manière. Les dirigeants intellectuels étaient Ernst Moritz Arndt, Friedrich Schleiermacher et Johann Gottlieb Fichte.
Les partisans des efforts d'une unification allemande ont été surreprésentés parmi les volontaires de guerre en Prusse pendant les campagnes d'Allemagne. Les gardes bourgeoises et les corps de volontaires étaient le résultat de la vague de patriotisme. Ces corps francs, dont les plus célèbres étaient les Lützowsche Freikorps, représentaient environ 12,5 % des forces armées prussiennes, soit 30 000 hommes. Il s'agissait de groupes volontaires et armés en dehors des structures monarchiques. Le patriotisme émotionnel des volontaires, imprégné de visions potentiellement subversives, était pénétré par la notion d'un ordre politique idéal pour l'Allemagne et la Prusse. Ils ont prêté serment non pas au roi, mais seulement à la patrie allemande. Ils ont perçu la guerre contre la France comme une insurrection populaire.
Le mouvement national allemand était à cette époque étroitement lié au libéralisme. Son aile gauche visait en particulier une démocratie nationale : le particularisme perçu comme anachronique et réactionnaire devait être remplacé par un État-nation libéral de citoyens égaux.
Face au mécontentement politique juvénile après la fin des guerres napoléoniennes, qui signifiait la fin des espoirs nationaux, le mouvement du Turnerbewegung et les communautés étudiantes (Burschenschaften) se sont développés comme des centres quasi politiques, importants surtout pour la Prusse. Après la fête de la Wartburg, ces deux mouvements ont été interdits par crainte d'un regain du jacobinisme, portant un coup dur au mouvement national et libéral et retardant son épanouissement de 20 ans. Le mouvement national allemand dirigé par Barthold Georg Niebuhr, Friedrich Ludwig Jahn, Karl Theodor Welcker et Joseph Görres comptait alors environ 40 000 adeptes.
Face au tournant conservateur en Prusse, de nombreux bourgeois se sont repliés dans la sphère privée. Un style de vie et d'habitat axé sur le confort et la contemplation, avec une forte influence du romantisme, s'est imposé dans les milieux bourgeois aisés. Le concept du Biedermeier illustre ce repli forcé dans la sphère domestique privée. Malgré la restauration de l'ordre monarchique, les idées libérales et nationales ont continué à être défendues, surtout dans la bourgeoisie et dans les universités.
À long terme, les acteurs étatiques ont appris à exploiter le potentiel de mobilisation de l'idée d'unité nationale à leur avantage. Il en est résulté une synthèse où les éléments populaires et dynastiques étaient considérés comme des composantes complémentaires. Malgré toutes les contradictions et les oppositions, la guerre de Prusse contre Napoléon Ier a finalement été requalifiée en guerre de libération nationale, et le mouvement national-libéral a ainsi été encadré par l'État.

#### Le mouvement ouvrier
Le mouvement ouvrier fut le plus grand mouvement d'émancipation démocratique en Prusse. Il faisait partie du processus européen d'émancipation sociale entre 1789 et 1918. Ce besoin découlait d'une part des conséquences sociales (la question sociale) de l'industrialisation, de l'explosion démographique et de l'exode rural, qui avaient créé une large couche de journaliers appauvris et sans propriété, ainsi que de travailleurs salariés sans droits (paupérisme).
D'autre part, la bourgeoisie en Prusse avait du mal à faire valoir ses intérêts face aux couches dirigeantes traditionnelles. Politiquement, la classe bourgeoise avait été durablement affaiblie après l'échec de la révolution de 1848 et avait accepté les structures imposées d'en haut, s'y intégrant désormais. Ce rôle de force de renouvellement et de réforme avait été alors repris par la classe ouvrière.
Les événements précurseurs de la fondation du mouvement ouvrier, organisé en associations ouvrières, en Parti social-démocrate et en syndicats, furent la révolution de 1848. Sa phase de formation s'est déroulée dans les années 1860 et 1870. Mais c'est d'abord en avril 1848 à Berlin que se forma le Comité central des ouvriers, dirigé par Stephan Born, qui convoqua le 23 août un Congrès général des ouvriers allemands à Berlin, où fut fondée la Fraternité générale des ouvriers allemands.
Sous l'influence de la Neue Ära en Prusse, un nouveau mouvement national est apparu, entraînant dans son sillage la création de nouvelles associations ouvrières. Celles-ci aspiraient à l'autonomie par rapport à la tutelle bourgeoise-libérale et réclamaient depuis 1862 des associations ouvrières indépendantes. Cela a conduit à la formation de l'ADAV, dont le champ d'action couvrait les régions centrales de la Prusse. Dans l'ensemble, le mouvement ouvrier était organisé à l'échelle de l'Allemagne, comme l'a montré la fondation du SPD en 1869 à Eisenach sous le nom de SDAP.
La social-démocratie adoptait une position critique envers la politique de Bismarck et est devenue un parti d'opposition rejetant le système, ce à quoi Bismarck a réagi par les lois antisocialistes de 1878 suivies par une vague de persécutions.

### Éducation
Dans le sillage des Lumières et de l'action du piétisme de Halle dans le royaume prussien, l'instruction obligatoire générale fut introduite dans les États prussiens par un édit royal en 1717. L'administration étatique de l'époque, peu développée, n'avait pas les moyens de contrôler la fréquentation scolaire. Il manquait également les finances nécessaires pour établir un système scolaire complet et professionnel. Les écoles de village qui en ont résulté, de niveau équivalent à de simples écoles de village, ont continué à être dirigées par des sacristains. L'édit de Frédéric-Guillaume Ier a eu peu d'effet dans la pratique, mais posa les bases du règlement général sur les écoles rurales que Frédéric II promulgua en 1763. Légalement, l'instruction obligatoire fut à nouveau confirmée et approfondie. Elle prévoyait une obligation scolaire de huit ans au lieu de six. L'enseignement devait avoir lieu régulièrement pendant trois heures le matin et l'après-midi, selon un programme d'études fixe et avec des enseignants dûment formés. Encore au début du XIXe siècle, seuls un peu moins de 60 % des enfants allaient régulièrement en classe. Cela ne changea qu'avec l'interdiction légale du travail des enfants.
En 1804, il existait huit universités dans le royaume de Prusse.
| Universités                              | Étudiants | Fondation |
| ---------------------------------------- | --------- | --------- |
| Université de Königsberg                 | 300       | 1802      |
| Université de Halle                      | 634       | 1802      |
| Université de Breslau                    | 239       | 1803      |
| Université brandebourgeoise de Francfort | 180       |           |
| Alte Universität Duisburg                | 67        | 1804      |
| (Universität Erlangen)                   | 300       | 1801      |
| Université d'Erfurt                      | 50        |           |
| Talmudschule Fürth                       | 200       | 1797      |

En plus, il y avait l'Académie prussienne des arts et l'Académie royale des sciences de Prusse à Berlin, fondées vers 1700 à Berlin en tant que sociétés académiques savantes, qui ont acquis une grande renommée dans le milieu international des artistes et des scientifiques.
Dans le cadre des réformes prussiennes, le système éducatif fut également réformé, avec Wilhelm von Humboldt chargé de cette tâche. Il présenta un programme de réforme libéral qui complètement bouleversa l'éducation en Prusse. L'État obtint un système éducatif public unifié et standardisé, intégrant les développements pédagogiques actuels (la pédagogie de Pestalozzi). Outre l'acquisition de compétences techniques et spécialisées, l'objectif était surtout de promouvoir l'autonomie intellectuelle des élèves. Un département central au niveau ministériel fut créé, chargé de l'élaboration des programmes d'études, des manuels et des aides à l'apprentissage. Des collèges d'enseignants furent fondés pour former un personnel approprié pour les écoles primaires. Un système standardisé d'examens et d'inspections étatiques fut mis en place.
En 1810, l'université Humboldt de Berlin fut fondée sous le nom de la Friedrich-Wilhelms Universität. Elle acquit rapidement une position dominante parmi les États allemands protestants.
L'expansion et la professionnalisation de la formation des enseignants fit des progrès rapides après 1815. Dans les années 1840, plus de 80 % des enfants âgés de six à quatorze ans fréquentaient une école primaire. Seuls la Saxe et la Nouvelle-Angleterre atteignaient alors un taux similaire. Le taux d'analphabétisme était donc également très faible.
Depuis le début du XIXe siècle, le système éducatif prussien et le soutien à la science étaient également considérés comme exemplaires au niveau international. On admirait l'efficacité, les larges possibilités d'accès et le ton libéral des institutions. Les enfants apprenaient déjà à l'époque à utiliser eux-mêmes leurs capacités intellectuelles, avec des enseignants n'ayant plus recours aux moyens classiques et autoritaires (les châtiments corporels). Les punitions pour mauvais comportement ou les moyens de susciter la peur ne faisaient plus partie du répertoire éducatif du personnel enseignant. Dans les jugements contemporains de témoins internationaux issus de sociétés progressistes, la surprise prévalait face à l'existence simultanée d'un système pédagogique si avancé au sein d'un État despotique.

### Culture

#### Définition du concept
La culture prussienne comprend les domaines essentiels suivants : la culture étatique (bâtiments, monuments, célébrations), l'étatisation de la culture (soutien et supervision étatiques dans les écoles, les universités, les musées, les théâtres, etc.) et la société civile indépendante de l'État (scène artistique libre, vie urbaine, mouvement ouvrier), mais aussi au sens plus large les domaines de l'éducation, de la science et des Églises chrétiennes.
La culture en Prusse englobait les formes de vie intellectuelles et sociales, matérielles comme immatérielles. Le domaine culturel était subdivisé à plusieurs reprises. Le noyau était constitué du domaine de la haute culture, comprenant les beaux-arts (peinture, sculpture, architecture). S'y ajoutaient la musique, la littérature ainsi que les genres d'arts totaux que sont le théâtre et l'opéra. Les disciplines de l'éducation et de la science, la religion et la culture étatique (jours commémoratifs, monuments, rituels) complétaient la notion élargie de culture.
Au fil des siècles, la culture prussienne s'est inscrite dans les époques artistiques dominées par l'Europe (baroque, classicisme, Sturm und Drang, romantisme, Biedermeier, impressionnisme, historicisme, Gründerzeit, Art nouveau, expressionnisme), mais aussi selon des critères régionaux. La culture et l'art devaient créer une expression et une interprétation du monde, et représenter l'État, l'Église ou des groupes sociaux.

#### Développement artistique
Au XVIIe siècle, le territoire prussien était considéré comme culturellement en retard par rapport aux autres territoires de l'Empire. Jusqu'à ce que la classe bourgeoise se forme, les principaux soutiens à la culture provenaient de la petite couche de la haute noblesse. Sous Frédéric-Guillaume Ier de Brandebourg, des progrès culturels importants furent réalisés, intensifiés par son successeur Frédéric III. Dans la peinture de portrait, le fait d'avoir appelé Antoine Pesne à Berlin en 1710 en tant que peintre de cour eut un impact décisif, car pendant ses 46 années d'activité, il forma de nombreux élèves et eut une influence au-delà de la région.
Après cette première floraison culturelle au début de la royauté prussienne sous Frédéric Ier, un brusque déclin de cette vie culturelle se produisit sous son successeur Frédéric-Guillaume Ier, de 1713 à 1740. Le militaire pénétra dans la vie culturelle. La peinture de portrait en Prusse régressa fortement. La médiocrité des œuvres d'art du peintre de cour Dismar Degen marqua le style de tout le secteur artistique prussien de cette époque.
Avec l'avènement de Frédéric II, une culture plus élevée s'épanouit à nouveau dans l'État prussien. Frédéric II renforça la mission de l'État d'élever la culture du pays tout en servant ses propres besoins de représentation monarchique. Dans les années 1740, le premier opéra de Prusse, l'Opéra royal de la cour de Berlin (Königliche Hofoper), fut achevé, complété plus tard par une bibliothèque royale faisant partie du Forum Fridericianum à Berlin. Les plans pour cette place avait été discutés dans la sphère publique prussienne naissante, à travers des publications dans les journaux berlinois et dans les salons. La place centrale de Prusse devint une place palatiale sans palais, la distinguant ainsi des autres places palatiales européens. Avec cet aménagement urbain exceptionnel, les concepteurs montraient que la représentation de l'État était découplée de celle de la dynastie prussienne.
Pendant le règne de Frédéric II, une variante régionale du rococo, appelée rococo frédéricien, vit le jour. Les décorations sont généralement plus retenues, plus délicates et plus élégantes que le style de l'époque, s'inspirant des travaux du stucateur et sculpteur Johann August Nahl et de l'architecte Georg Wenzeslaus von Knobelsdorff.
L'État prussien entretenait désormais une chapelle palatiale sur le plan financier d'une puissance de taille moyenne. Le développement des châteaux dans la région de Berlin s'intensifia. Des dizaines de nouveaux palais urbains orientés vers la représentation et le faste furent construits à Berlin. De nouveaux bâtiments de théâtre, comme brièvement la Comédie française (Französische Komödienhaus) ou le Théâtre royal de Potsdam, vit également le jour.
Avec les décennies de paix qui avait suivi 1763, une floraison culturelle commença en Prusse. Sous le soutien des rois suivants, elle se renforça de manière tendancielle après 1800 également. Berlin était devenue, aux côtés de Weimar, le centre intellectuel et culturel le plus important d'Allemagne.
Andreas Schlüter ouvrit la voie, les architectes de la cour Johann Friedrich Grael et Philipp Gerlach marquèrent le style, Carl Gotthard Langhans et Friedrich Gilly l'achevèrent. Les influences de l'État prussien à travers la politique gouvernementale façonnèrent les expressions et la formation des formes culturelles. De même, le militarisme, la bureaucratie prussienne avec ses vertus proclamées et la philosophie de Kant influencèrent l'expression du style prussien. Celui-ci reflétait également le caractère masculin de l'État prussien, compris comme la patrie.
Le terme de « classicisme prussien » s'applique à l'ensemble des phénomènes culturels en Prusse à l'époque du classicisme. L'émergence du classicisme prussien était étroitement liée dans le temps à l'expansion politique de l'État prussien. Celle-ci a généré les moyens mais aussi le besoin et la demande croissants d'une forme d'expression culturelle appropriée aux nouvelles possibilités et au statut élevé acquis.
Selon le programme influent de l'historien de l'art Arthur Moeller « Le style prussien (1916) », le classicisme prussien était une prétention (des élites dirigeantes) de développer des formes d'expression artistique à partir de l'idée d'un « mode de vie noble et spartiate ». Il en est ainsi résulté, par exemple, les châteaux de campagne et les manoirs de la marche de Brandebourg, considérés dans le monde de l'art comme à la fois « de bon goût » mais aussi « austères » (ou « froidement nobles »).
D'un point de vue historique de l'architecture, l'ambition à la fois politique et culturelle du classicisme prussien culmina dans l'imitation d'un nouvel ordre dorique similaire au modèle antique. Les Doriens de Grèce du Nord étaient considérés, tout comme l'État prussien dans sa phase de civilisation précoce, comme culturellement inférieurs au reste du monde grec et s'appuyaient davantage sur des moyens politiques durs et guerriers, ce qui leur avait permis la conquête de la Grèce antique. Les parallèles historiques supposés entre les Doriens et l'ancien État prussien, résumés selon les modèles explicatifs contemporains (prussiens) comme « ayant formé une grande puissance avec peu de plus qu'un sol stérile, de la volonté et des talents d'organisation », ont conduit à des effets de reconnaissance réciproque des acteurs contemporains dans les domaines culturels prussiens. Le rôle de modèle ainsi symbolisé de l'art dorique a entraîné des références et des imitations artistiques intensives dans les œuvres d'art en Prusse.
Dans la sculpture, le courant de l'École de sculpture de Berlin est apparu en 1785. Dans la littérature, le terme de « romantisme berlinois » est utilisé pour cette phase. Parmi les personnalités individuelles importantes dans les domaines culturel et social en Prusse figuraient notamment Karl Friedrich Schinkel, Albert Dietrich Schadow (de), Wilhelm et Alexander von Humboldt, Johann Gottlieb Fichte, Georg Wilhelm Friedrich Hegel, Friedrich Carl von Savigny, Heinrich von Kleist, Friedrich Tieck, etc. L'appellation souvent utilisée de « Athènes de la Sprée » pour Berlin décrit l'esprit culturel alors dominant en Prusse.

## Économie

### Revenu national
Selon les estimations contemporaines, le revenu national de la Prusse en 1804 s'élevait à 248 millions de thalers. Parmi ceux-ci, 41 millions de thalers provenaient du secteur manufacturier (hors artisanat) et 43 millions supplémentaires dans la brasserie et la distillerie, toutes deux marquées par les corporations.
Le revenu national de la Prusse quadrupla entre 1871 et 1914, soit une croissance bien supérieure à celle de la population de l'époque, ce qui entraîna une nette augmentation du revenu social net moyen par habitant. En 1913, seuls Hambourg et la Saxe affichaient encore des revenus par habitant plus élevés que la Prusse au sein de l'Empire allemand.

### Secteurs économiques

#### Agriculture
Dans les années 1800, la structure économique de la Prusse présentait les caractéristiques typiques d'un État agraire. La culture des céréales, en particulier le blé, le seigle, l'orge et l'avoine, dominait. On cultivait également des légumineuses, du lin, de la garance et du tabac. Une exploitation forestière intensive était également menée. La population rurale pratiquait également un élevage important. La production de 10,2 millions de moutons générait 1 000 tonnes de laine par an, utilisées dans l'industrie textile. Le cheptel total de 5,06 millions de bovins, 2,48 millions de porcs et de petit bétail servait notamment à la production de viande. 1,6 million de chevaux étaient entretenus pour l'économie et l'armée. Il y avait au total trois haras royaux à Trakehnen, Neustadt an der Dosse et Triesdorf.
La Société de pêche au hareng d'Emden (Emder Heringsfischerei-Gesellschaft), fondée en 1769, pratiquait la pêche au chalut et employait vers 1800 plus de 50 bateaux de pêche ainsi que deux chalutiers.
Les excédents de céréales étaient principalement exportés vers l'Europe occidentale. Au total, la Prusse produisait vers 1800 environ 4,8 millions de tonnes de céréales. L'Allemagne, qui compte environ neuf fois plus d'habitants, a produit 45,3 millions de tonnes de céréales en 2016 sur une superficie d'État similaire.
Les circonstances de l'introduction de la culture de la pomme de terre en Prusse furent érigées en légende historique et restent ancrées dans la mémoire collective des habitants d'aujourd'hui.
Parmi les ressources naturelles, la Prusse disposait de sel, extrait dans 14 mines de sel en 1800. De l'alun était également exploité. Le charbon de terre était principalement extrait en Westphalie (50 % de la production totale) dans 135 mines et en Silésie (33 % de la production totale) vers 1800.
Parmi les matériaux de construction, on exploitait le grès d'Ummendorf, le grès de Beberthal, le calcaire de Rüdersdorf, le marbre de Prieborn, le marbre de Groß-Kunzendorf et d'autres encore.

#### Secteur tertiaire: commerce, banques et services
Pendant les premières décennies de la monarchie, le commerce prussien était à un faible niveau de développement. Il n'y avait de commerce de gros d'importance suprarégionale que dans quelques grandes villes du royaume, principalement Berlin, Königsberg et Magdebourg. Le transit terrestre entre l'Ouest et l'Est était plus important que les échanges via les ports maritimes. Une marine marchande propre d'importance majeure n'existait pas encore.
La politique commerciale du royaume a commencé à mettre en place une politique de droits de douane protectionnistes et de privilèges (monopoles) pour promouvoir l'artisanat local.
L'économie monétaire ne s'est développée que lentement. Au XVIIIe siècle, les vastes régions rurales de Prusse n'étaient pas encore connectées aux rares centres urbains monétarisés, mais continuaient à pratiquer leur propre économie naturelle extensive d'agriculture, de pâturage et de sylviculture.
Dès les années 1670 et 1680, le Brandebourg-Prusse avait tenté de participer au commerce triangulaire d'esclaves dans l'Atlantique avec la Compagnie brandebourgeoise africaine, mais ne put pas résister à la pression concurrentielle européenne à long terme. Frédéric II essaya dans les années 1740 de conclure des traités commerciaux avec l'Espagne et la France pour promouvoir les exportations de lin silésien, mais sans succès. Dans cette situation, il fit fonder la Compagnie asiatique à Emden, qui entreprit le commerce avec la Chine. Quatre navires envoyés à Canton revinrent avec des cargaisons de soie, de thé et de porcelaine. Mais la guerre maritime déclenchée en 1755 a mis fin aux activités de cette société commerciale après quelques années, faute de protection par une flotte de guerre que la Prusse, puissance terrestre, ne pouvait se permettre.
Les banquiers de la cour, la maison de banque et de commerce Splitgerber & Daum et les Juifs de Berlin dominaient les activités financières de la Prusse au XVIIIe siècle. La communauté juive de Berlin comptait environ 2 200 personnes dans 320 ménages familiaux vers 1750. 78 % des chefs de ménage juifs, pour la plupart riches, étaient actifs dans le commerce. 119 d'entre eux travaillaient dans le commerce de gros en tant que prêteurs, cambistes, fournisseurs de monnaie, banquiers, 42 en tant que prêteurs sur gage et 28 en tant que commissionnaires, marchands de foire et de vin. Veitel Heine Ephraim et Daniel Itzig étaient des financiers importants. Les activités étatiques dans les finances publiques n'existaient pas du tout au début.

### Histoire économique

#### Expansion économique sous le roi Frédéric-GuillaumeIer(1713-1740)
Sous le règne du « Roi-Sergent », le Plusmachen, c'est-à-dire la recherche constante de gains économiques, était au cœur de la politique économique. Pendant son règne, la Prusse atteignit la stabilité et la prospérité économique. C'est seulement grâce à la base d'un budget étatique ordonné que l'ascension de la Prusse en tant que puissance économique allemande au XVIIIe siècle fut rendue possible, permettant l'expansion militaire de son fils Frédéric II dans les décennies suivantes.
Un moteur du développement positif de l'économie centralisée était l'armée prussienne, qui devait être approvisionnée. En 1713, Frédéric-Guillaume Ier fonda à Berlin, avec l'Entrepôt royal (Königliche Lagerhaus), une manufacture de drap qui employait 4 730 personnes en 1738. En 1717, l'installation de tisserands à Luckenwalde jeta les bases de l'industrie textile locale. Avec une interdiction d'exportation de la laine produite sur place en 1718, le roi assura sa transformation sur place.
À Spandau et Potsdam, une manufacture d'armes à feu fut créée à partir de 1722. Les ouvriers qualifiés nécessaires étaient recrutés principalement à Liège, un centre de la fabrication d'armes. Pour la relève, l'orphelinat militaire de Potsdam, fondé la même année, a notamment pris en charge. L'exploitant de la fabrique d'armes était la maison de commerce Splitgerber & Daum, dotée de privilèges royaux, qui louait d'autres manufactures de métallurgie et devint le plus grand producteur d'armes de Prusse. Les acheteurs des armes étaient principalement l'armée prussienne. Pour les besoins civils, la maison de commerce produisait des tôles de cuivre (couvertures de toits), des chaudrons de cuivre (brasseries, raffineries), des pièces en laiton (récipients, ferrures, charnières) et des produits en fer et en acier (forets, ciseaux, couteaux).
À partir de 1716, la commission royale des digues pour l'Oder a commencé son travail. L'assainissement des marais de la Havel et de Rhinluch (au nord-ouest de Nauen) apporta de bons bénéfices sur des terres relativement fertiles. Des réfugiés religieux de Franconie et de Souabe se virent attribuer des sites de peuplement dans des régions peu peuplées de l'Uckermark, afin de les mettre en culture.
Pour contrôler l'activité artisanale, le roi promulgua en 1733 un règlement sur les métiers, plaçant tous les corps de métier sous la supervision de l'État, réduisant leurs droits, interdisant les liens avec les États voisins et contrôlant les déplacements des vagabonds.
L'essor économique fut durable, car les mesures de promotion ne s'étaient plus concentrées principalement sur les secteurs économiques centrés sur la cour, comme sous Frédéric Ier, mais s'étendirent bien au-delà du rayon du pouvoir central, en se concentrant sur le domaine militaire, présent presque partout dans l'ancienne Prusse.

#### Économie de guerre, crises et reprise économique (1740-1806)
L'économie prussienne, largement ruinée dans la seconde moitié du XVIIIe siècle en raison des guerres coûteuses (1740-1742, 1744-1745, 1756-1763) sous Frédéric II, gagna une région économiquement importante avec la conquête de la Silésie (industrie textile et ressources minérales). Des progrès furent également réalisés grâce à l'assèchement et à la mise en culture des marais de l'Oder, de la Netze et de la Warta, ainsi que par l'installation d'un grand nombre de paysans et d'artisans.
Le roi encouragea le développement des voies navigables, comme la liaison de Berlin avec Stettin via le canal de Finow, le canal de Bromberg, l'endiguement de la Netze et, à l'ouest, la canalisation de la Ruhr. Mais le réseau routier restait dans un mauvais état en raison des coûts trop élevés. La construction de routes solides ne put commencer qu'après la mort de Frédéric le Grand.
Grâce à la constitution systématique de réserves de céréales, Frédéric II réussit à contrôler les prix des céréales même en temps de pénurie. Il encouragea également particulièrement l'industrie de la soie. De nombreux fabricants, ouvriers qualifiés et spécialistes étaient attirés en Prusse, et des travailleurs et assistants locaux furent formés, avec l'aide de dons, d'avances, de privilèges, de primes sur les métiers, de primes à l'exportation, d'allocations d'apprentissage, d'exonérations fiscales sur les matières premières et d'interdictions d'importation de produits étrangers. Cela permit de couvrir les besoins intérieurs en soie et de dégager des excédents pour l'exportation.
L'industrie du coton, encore interdite sous le roi Frédéric-Guillaume (1713-1740) pour ne pas nuire à la production lainière locale, fut également encouragée. En 1742, la première fabrique de coton fut créée, et il y en avait déjà dix à Berlin en 1763. Comparé à l'industrie de la soie, ce secteur se passa presque de soutien étatique. En 1763, la manufacture royale de porcelaine de Berlin (KPM) fut rachetée par l'État prussien.
Le roi fit également construire sur ses propres deniers plusieurs installations industrielles que les entrepreneurs privés n'avaient pas osé risquer :
- Fabrique d'horloges à Berlin et Friedrichsthal (en 1781 pour 141 235 thalers)
- Papeterie à Spechthausen (en 1781 pour 56 000 thalers)
- Fabrique de laque de Berlin (56 000 thalers)
- Teinturerie de fils à Caputh (en 1765 pour 30 000 thalers)

Avec les produits manufacturés et artisanaux fabriqués dans le pays, presque toute la demande intérieure pouvait être satisfaite et des exportations plus importantes pouvaient être réalisées, compensant fiscalement les importations de matières premières nécessaires. La balance commerciale, encore déficitaire de 500 000 thalers en 1740, excédentaire de 3 millions de thalers en 1786, devint positive sous Frédéric le Grand.
Après la mort de Frédéric II, de 1786 à 1806, il y eut en Prusse des conflits entre les partisans du système mercantiliste dominant et les défenseurs des nouveaux courants libéraux. Sous Frédéric-Guillaume II, on se contenta de démanteler quelques-unes des barrières protectionnistes et des interdictions :
- Suppression des monopoles (administration du tabac, monopole de la torréfaction du café, monopole de la raffinerie de sucre)
- Abolition de droits de douane et d'accises (soie, coton, fils, peaux)
- Suppression de la détestée « Régie » française (une autorité de l'administration financière occupée par des fonctionnaires français, très impopulaire auprès de la population)

Sous ce protectionnisme atténué, l'économie prussienne connut un essor important, dans le sillage d'une bonne conjoncture extérieure. En un siècle et demi entre la fin de la guerre de Trente Ans en 1648 et le début des guerres napoléoniennes en 1806, la Prusse avait réalisé des progrès économiques significatifs. Vers 1800, le plus moderne des États du XVIIe et XVIIIe siècles faisait également partie des pays les plus développés économiquement en Europe. Néanmoins, la majorité de la population active travaillait encore dans l'agriculture en Prusse vers 1800.

#### Réformes économiques, mécanisation et révolution industrielle (1807-1871)
Le bouleversement provoqué par l'occupation napoléonienne de 1807 faillit conduire la Prusse au bord de l'effondrement économique. Dans cette mesure, les lois de réforme de l'époque après 1806, en ce qui concerne leurs domaines et leurs conséquences économiques, étaient nécessaires pour maintenir l'État économiquement et financièrement à flot et pour rendre possible une future libération. La réforme économique prussienne après 1806 faisait partie des mesures de d'innovation les plus réussies des réformes prussiennes au début du XIXe siècle.
L'émancipation nominale des paysans était la condition préalable à l'essor économique des décennies suivantes en Prusse. Il en a été de même pour l'octroi de la pleine liberté d'entreprendre, car cela permettait la mobilité de grandes masses de population, le mouvement des habitants ruraux de Prusse vers les villes industrielles en pleine croissance du pays. L'administration publique prussienne, pour sa part, réussit, grâce à quelques mesures importantes, à remettre sur pied l'économie alors moribonde du pays. Avec la loi sur le commerce et les douanes du 26 mai 1818, la Prusse réalisa sa propre zone douanière unifiée sans droits de douane intérieurs.
Après la suppression de tous les obstacles commerciaux intérieurs en Prusse, le Zollverein allemand fut fondé en 1834 à l'initiative de la Prusse. La Prusse, entre autres en raison de la fragmentation de son territoire, avait un intérêt personnel à supprimer les frontières douanières dans la Confédération germanique. Cette mesure stimula le commerce intérieur allemand et contribua de manière décisive à la croissance économique des décennies suivantes.
Dans le sillage de l'industrialisation, un certain nombre de voies terrestres, navigables et de canaux furent construits, reliant l'ouest et l'est de l'Allemagne. Dans le Haut-Pays de Prusse-Occidentale et orientale, le canal d'Elbing fut créé, reliant la mer Baltique et Elbing au nord avec la Mazurie au sud. Avec la création en 1865 de l'Administration royale prussienne des travaux sur l'Elbe, le fleuve fut divisé en six districts chargés de superviser les ponts, les canaux, les traversiers, les moulins, les installations portuaires et les digues. Des régions autrefois insignifiantes (la Ruhr, la Sarre et la Haute-Silésie) se développèrent en centres prospères de l'industrie minière et de la construction mécanique après 1815, grâce à l'exploitation des gisements de charbon et à la construction ultérieure des chemins de fer. Cela a accru le poids économique de la Prusse par rapport à l'Autriche au sein de la Confédération germanique.
La Prusse accusa longtemps un retard international dans la construction de chemins de fer et cela eut également des conséquences pour son économie. Ainsi, le blé américain, le charbon et la fonte anglais et belge, et d'autres produits étaient moins chers que les produits locaux. Cela s'expliquait par le fait qu'il existait déjà en Angleterre, en Belgique et aux États-Unis des réseaux ferroviaires efficaces pour le transport de marchandises en vrac. Les premiers grands chemins de fer privés furent donc construits en 1837 avec la Compagnie des chemins de fer rhénans (Rheinische Eisenbahn-Gesellschaft) (Cologne - Aix-la-Chapelle - frontière belge) et en 1843 avec la Compagnie des chemins de fer de Cologne à Minden (avec accès aux ports de Brême). L'État prussien lui-même intervint dans la construction ferroviaire en 1850 avec la Compagnie des chemins de fer royaux-westphaliens et le Chemin de fer de Prusse orientale (Preußische Ostbahn), ainsi qu'en 1875 avec la ligne nordique (Berliner Nordbahn). Par la suite, de plus en plus de chemins de fer privés furent soumis à la régie étatique par le biais de soutiens financiers, de rachats ou d'expropriations (après la guerre austro-prussienne de 1866).
Bien que la Prusse soit devenue une grande puissance économique dans la première moitié du XIXe siècle, l'État des Hohenzollern restait à dominante agraire.

#### Économie dans l'Empire allemand (1871-1918)
Bien que l'importance politique de la Prusse ait diminué dans le nouvel Empire allemand fondé en 1871, la Prusse restait toujours le pays le plus puissant économiquement au sein de l'Empire. La Rhénanie, Berlin ainsi que la Silésie, la province de Saxe et la région du Rhin-Main situés en Prusse étaient les principaux centres économiques de l'Empire. L'industrialisation en Prusse continua de progresser après 1871. Cela se traduisit par une augmentation de la part des actifs employés dans l'industrie, l'artisanat et les mines. Ainsi, cette part d'actifs dans le secteur secondaire et les mines passa de 30,4 % en 1871 à 42,8 % en 1907.
Cependant, ce processus se déroula de manière différente selon les régions : dans la province de Prusse-Orientale, la part du secteur secondaire et des mines ne passa que de 16,1 % en 1871 à 20,4 % en 1907, alors que dans la province rhénane, elle était passée de 41,3 % à 54,5 %. Néanmoins, le degré d'industrialisation de l'ensemble de la Prusse resta longtemps inférieur à la moyenne du Reich.
En 1913, 62 % du revenu national net de l'Empire allemand était généré en Prusse. Ce chiffre correspondait exactement à la part de la population prussienne dans la population totale du Reich.
De 1880 à 1888, la plupart des chemins de fer privés furent nationalisés. À la fin de la Première Guerre mondiale, les chemins de fer d'État prussiens formaient un réseau ferroviaire de 37 500 km. Les recettes supplémentaires régulières des chemins de fer d'État prussiens servaient également à équilibrer le budget de l'État.

## Géographie historique

### Aperçu
Les différentes parties du territoire prussien étaient très diverses sur le plan géographique, social et structurel. Entre la ville de Memel à l'est et la ville prussienne la plus occidentale de Gueldre, il y avait 1 080 km à vol d'oiseau. Entre Memel au nord et Pless en Silésie au sud, la distance à vol d'oiseau était de 655 km. Les principaux États voisins à l'est étaient la Pologne-Lituanie et, à partir de 1720, l'Empire russe. Jusqu'en 1815, la Prusse partageait une frontière terrestre avec la Suède, et à partir de 1866 avec le Danemark. Il y avait une connexion terrestre directe avec l'empire d'Autriche via la Silésie. À l'ouest, la Prusse avait une frontière directe avec les Pays-Bas, la Belgique, le Luxembourg et la France. Les provinces prussiennes occidentales étaient plutôt industrielles et urbaines, tandis que les provinces orientales étaient agricoles avec une population paysanne moins privilégiée. Dans la région orientale structurellement faible, les centres urbains étaient rares. Les régions économiques clés étaient la région de Berlin, la Silésie en tant que région industrielle et, depuis 1850, la région du Rhin et de la Ruhr en forte croissance. Il y avait d'importantes réserves de matières premières dans la Ruhr et le bassin minier silésien.
Géographiquement, la majeure partie du territoire de l'État appartenait à la plaine d'Allemagne du Nord. La mer Baltique constituait une importante et longue frontière maritime nord pour l'État prussien. La participation au commerce de la Baltique mais aussi au commerce est-ouest continental (via la Via Regia, la foire de Leipzig, la foire de Francfort-sur-l'Oder) était d'un intérêt économique fondamental pour l'État prussien.
D'un côté, le territoire se composait de plusieurs blocs régionaux isolés les uns des autres et était marqué dans le temps par une forte dynamique de changement. De nombreux territoires ultérieurs de la Prusse changèrent de souveraineté à la suite de défaites de guerre de puissances étrangères ou du transfert de droits de succession, d'achats ou d'échanges diplomatiques contre d'autres territoires.
Quatre principaux blocs géographiques aux liens socioculturels similaires formaient la monarchie prussienne jusqu'en 1806. C'était d'abord le cœur de la Prusse avec les provinces centrales autour de la marche de Brandebourg, puis les provinces orientales avec leur centre idéal à Königsberg, le nord-ouest avec différentes petites parties de territoire étant entrées en possession de la dynastie des Hohenzollern depuis le début du XVIIe siècle. Les provinces méridionales constituèrent une exception de courte durée du territoire d'État prussien. Ces territoires furent cédés dès 1805 en échange de l'électorat de Hanovre, qui fut cédé dans l'année en raison de la défaite de guerre contre la France.

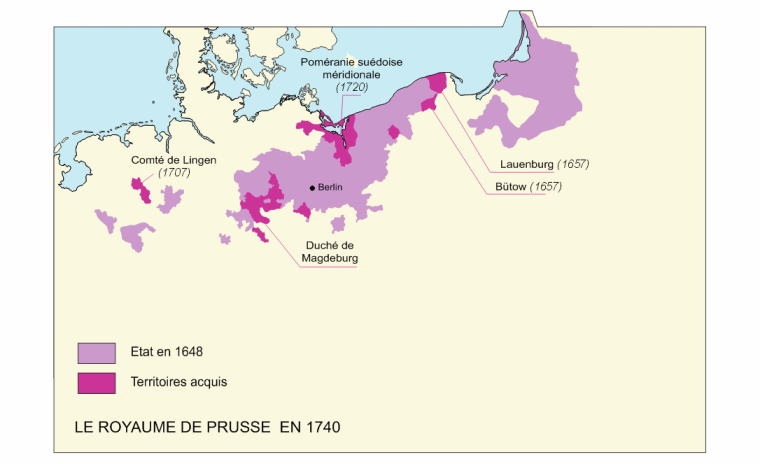
La Prusse en 1740.
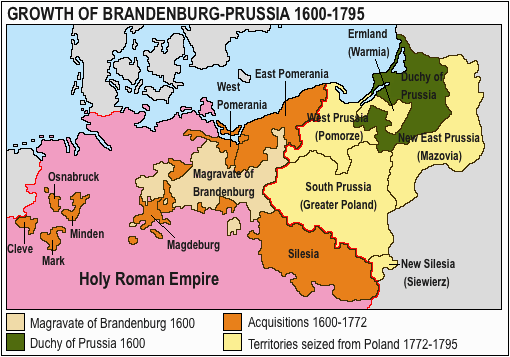
Les territoires polonais acquis par la Prusse de 1772 à 1795 (en jaune).
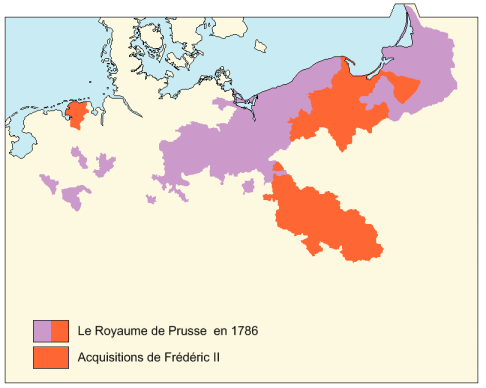
La Prusse à la mort du Grand Frédéric en 1786.
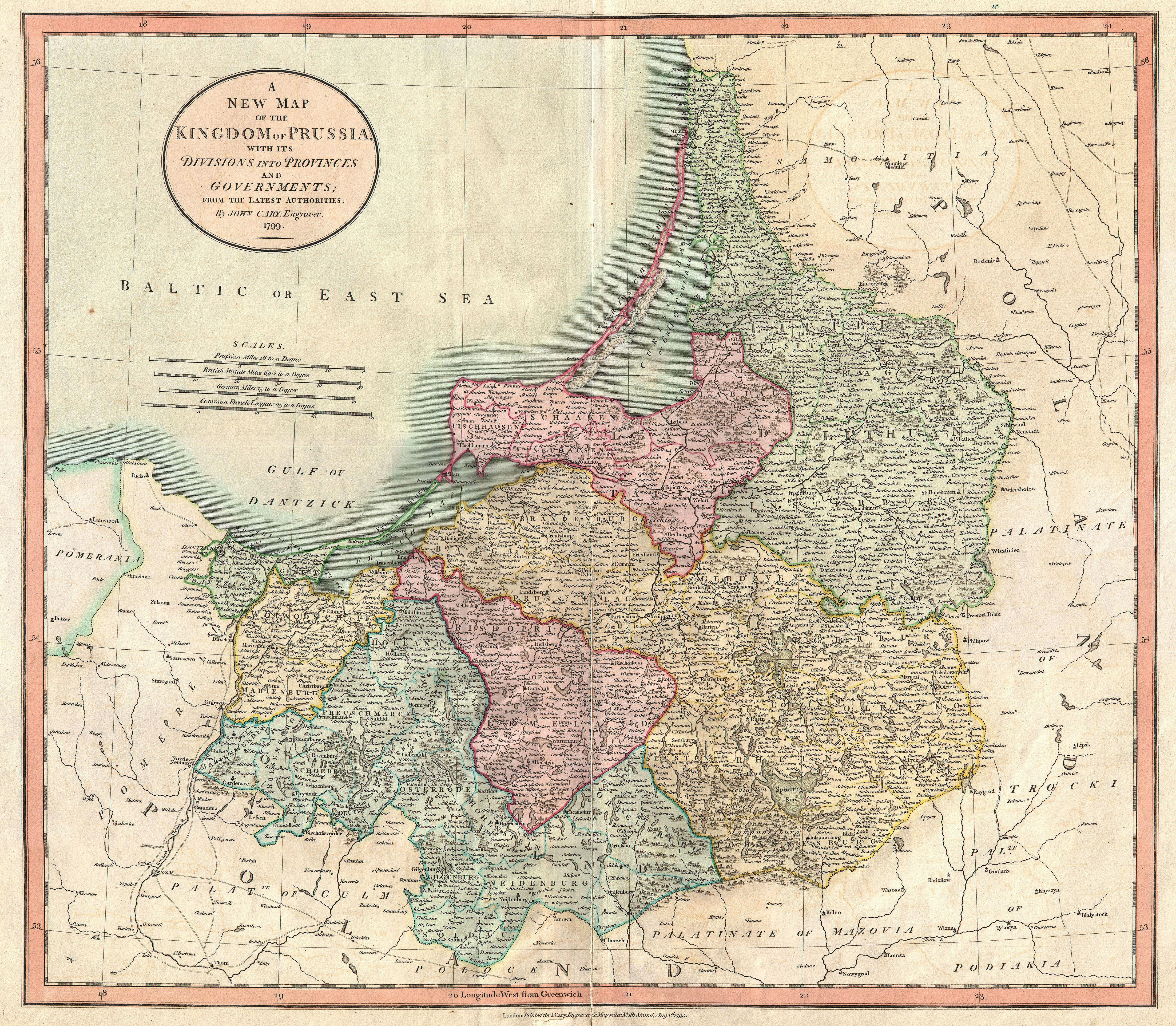
La Prusse ducale et royale en 1799.
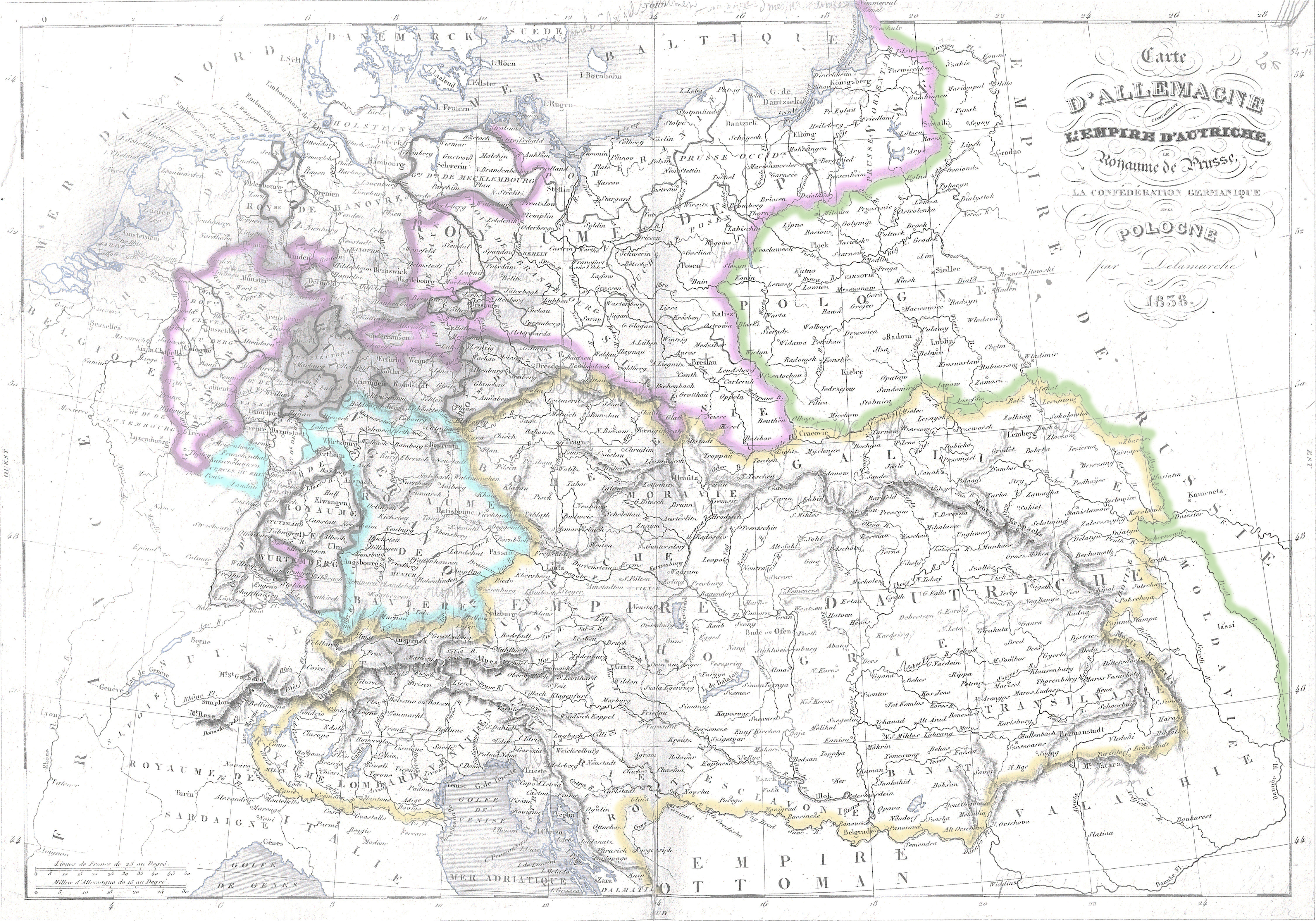
La Prusse et l'Europe centrale en 1838.
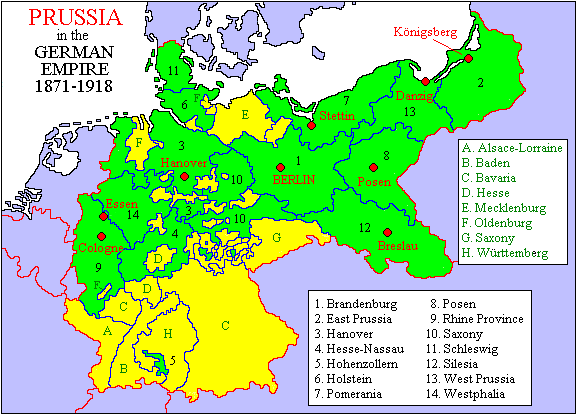
Emprise de la Prusse dans l’Empire allemand (1871-1918).
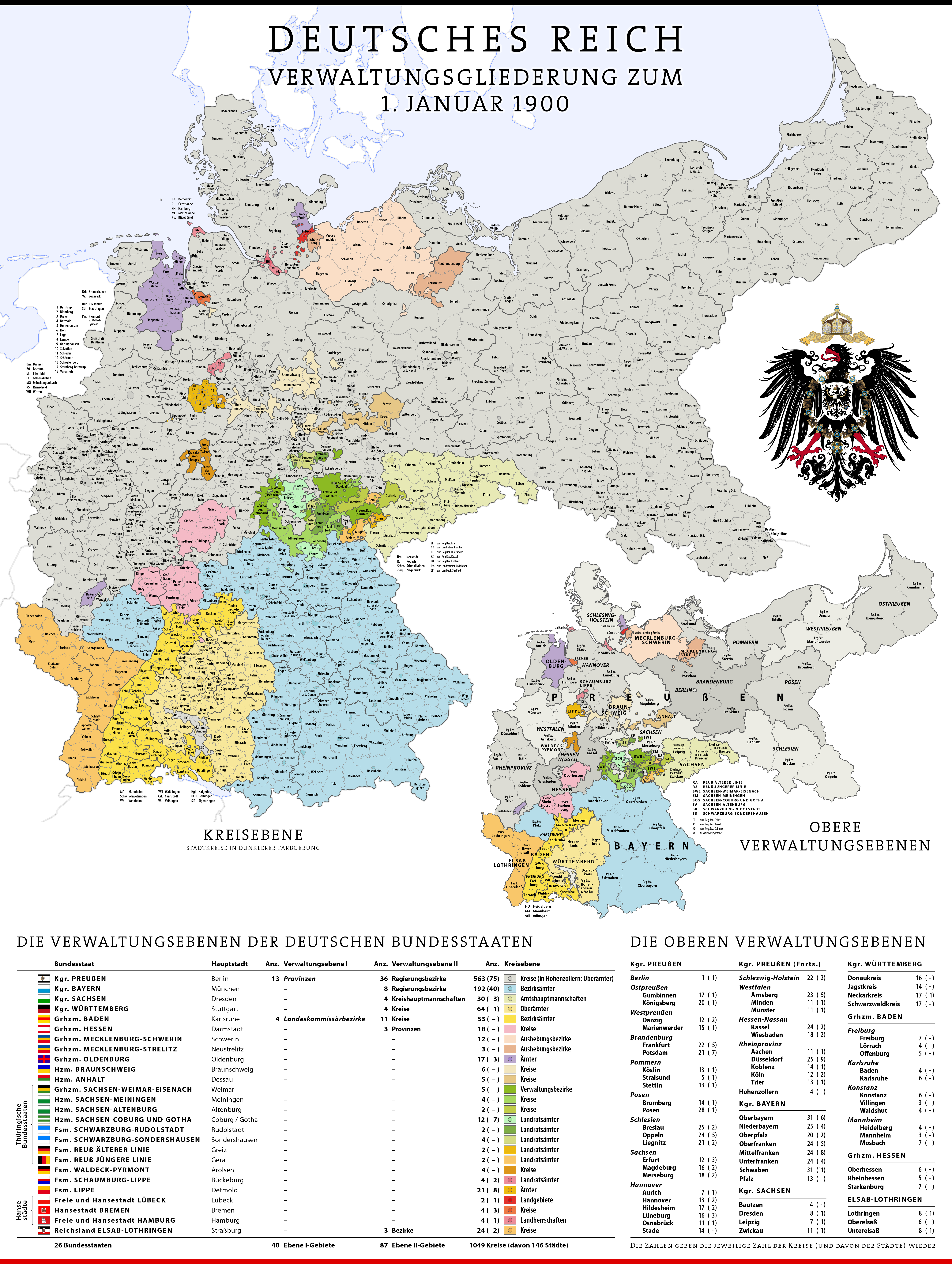
Divisions administratives de l'Empire allemand en 1900.
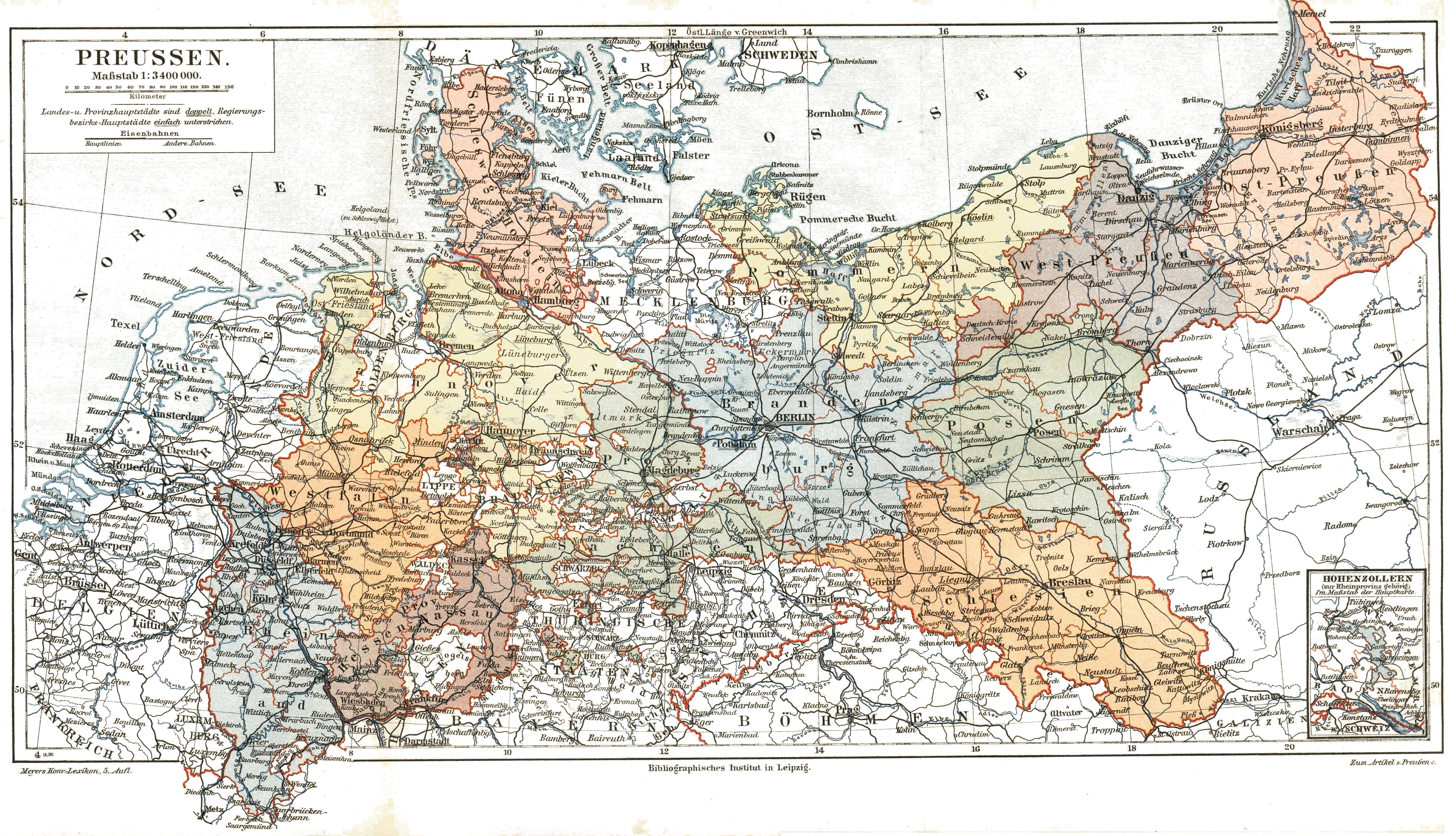
La Prusse en 1905 avec ses 14 provinces.

### Territoire de l'État
La superficie de l'État prussien augmenta fortement entre 1701 et 1939. De 1608, peu avant les premières acquisitions territoriales extérieures au Brandebourg des Hohenzollern, jusqu'à l'effondrement du royaume prussien près de 200 ans plus tard, le système féodal s'étendit d'environ dix fois sa taille d'origine.
Depuis le XVIe siècle, les souverains Hohenzollern menaient une politique d'expansion dynastique importante. Au début, la dynastie s'intéressait de manière contemporaine aux mariages et à la reprise de droits de succession. La politique successorale réussit avec l'avènement du duché de Prusse, l'ancien duché de Magdebourg et quelques principautés du sud de l'Allemagne. À l'ouest, les Hohenzollern maintinrent des revendications sur quelques petits territoires. Dans le cadre du conflit de succession de Clèves, ils réussirent à s'imposer sur un plan de conflit européen. Les Hohenzollern maintinrent également pendant longtemps des revendications successorales sur la Poméranie, jusqu'à ce que la Poméranie antérieure leur soit accordée en 1648.
En 1715, la Poméranie suédoise jusqu'à la Peene fut ajoutée à l'État prussien. Par héritage, la Frise orientale revint aux Hohenzollern. En 1742, les principautés de Silésie furent conquises et conservées comme province pour la Prusse. Avec les partages de la Pologne, il y a eu d'autres grands gains territoriaux, comme la province de Prusse-Occidentale en 1772. Après l'acquisition des domaines des Hohenzollern en Franconie en 1791, de vastes territoires du nord-ouest de l'Allemagne revinrent à la Prusse par la sécularisation et le recès de la Diète d'Empire de 1803. Le caractère étatique de la Prusse avait ainsi été complètement transformé en quelques années. Les nouveaux territoires prussiens à l'ouest de l'Allemagne et dans l'ancien espace de peuplement polonais n'avaient aucune tradition prusso-allemande, avaient des structures spatiales tout à fait différentes ou autres et furent perdus à nouveau en vertu des dispositions de la paix de Tilsit en 1807. Cependant, lors du congrès de Vienne en 1815, la Prusse récupéra à peu près sa taille antérieure. Les provinces prussiennes jusqu'alors dispersées en Rhénanie étaient maintenant regroupées en un complexe territorial rhéno-westphalien global. C'était une idée britannique et non prussienne, les dirigeants de cette dernière ayant préféré conserver l'ensemble de la Saxe. Au lieu de cela, la Grande-Bretagne voulait que la Prusse assume le rôle de « gardien du Rhin » face à la France, en remplacement de l'Autriche. Cette nouvelle unité territoriale modifia considérablement l'État prussien après 1815. Les provinces centrales de Prusse, jusque-là dominantes, perdirent une partie de leur importance au profit des provinces rhénanes jusqu'en 1918. Après 1815, les efforts de politique étrangère du gouvernement prussien visaient secrètement à réunir les deux grandes régions géographiquement séparées par un espace de 40 km à l'ouest et dans « l'ancienne Prusse ». Les principautés intermédiaires comme le royaume de Hanovre devinrent ainsi de véritable variable territoriale à la disposition de la Prusse dans ses ambitions de politique étrangère. Comme seule une partie des acquisitions du troisième partage de la Pologne fut à nouveau attribuée à la Prusse, l'État prussien dans son ensemble prit à nouveau une position plus allemande.

### Population
L'augmentation du nombre d'habitants aux XVIIe et XVIIIe siècles reposait sur des gains territoriaux et une politique de peuplement intensive. Le recrutement et l'installation ciblés de colons étrangers, souvent des exilés et des réfugiés religieux des pays des Habsbourg, dans les provinces orientales plutôt peu peuplées de Prusse-Orientale, Prusse-Occidentale, Nouvelle-Marche et Poméranie antérieure, favorisèrent le développement du pays, qui incluait également la mise en culture et le défrichage des zones marécageuses. Au XVIIIe siècle, des centaines de villages de colons furent fondés dans les régions dépeuplées le long des fleuves régulés de la Warta et de l'Oder. Les fondations de villages typiques étaient les colonies de tisserands de Nowawes et Zinna. D'autres gains de population résultèrent d'extensions territoriales à la suite des guerres d'unification et reposaient également sur une forte croissance naturelle de la population au XIXe et au début du XXe siècle.
Vers 1800, près de 43 % de la population étaient considérés comme slaves. Parmi eux, on comptait principalement des Polonais, des Sorabes, des Lituaniens, des Cachoubes, des Coures et des Lettons. Une autre minorité était constituée des huguenots français immigrés au XVIIe siècle, qui, descendants inclus, représentaient un total de 65 000 personnes. Au total, 250 000 Juifs étaient classés et recensés comme « ethnie » à l'époque.
50,6 % des habitants étaient luthériens, 44,1 % catholiques, le reste étant réformés, mennonites, grecs orthodoxes et hussites.
En 1804, la population se composait des couches sociales suivantes :
- 328 000 personnes de rang noble, dans les provinces à prédominance polonaise de Nouvelle-Prusse-Orientale et de Prusse-Méridionale, la noblesse polonaise, la szlachta, représentait 34 000 personnes sur un total de 54 000.
- 2,7 millions de personnes étaient considérées comme appartenant à la bourgeoisie.
- 6,828 millions de personnes étaient des habitants ruraux, en partie des paysans non libres.
- Le clergé était représenté par 40 000 personnes.

| Année | Population | Superficie  |
| ----- | ---------- | ----------- |
| 1608  | 0,41 M     | 35 728 km2  |
| 1640  | /          | 80 826 km2  |
| 1686  | <1,5 M     | 109 830 km2 |
| 1713  | 1,6 M      | 111 574 km2 |
| 1740  | 2,4 M      | 117 928 km2 |
| 1786  | 5,4 M      | 190 223 km2 |
| 1797  | 8,7 M      | 307 785 km2 |
| 1804  | 9,7 M      | 316 232 km2 |
| 1807  | 4,94 M     | 158 000 km2 |
| 1816  | 10,3 M     | 280 000 km2 |
| 1840  | 15 M       | 280 000 km2 |
| 1861  | 18,5 M     | 280 000 km2 |
| 1871  | 24,6 M     | 348 780 km2 |
| 1880  | 27 M       | 348 780 km2 |
| 1910  | 40,16 M    | 348 780 km2 |

### Villes
La densité urbaine diminuait d'ouest en est. La ville de Berlin a connu une croissance exceptionnellement forte de 1700 à 1918 et possédait à la fin de la monarchie la plus grande métropole urbaine. Avec Berlin, les villes de Brandebourg-sur-la-Havel (l'ancienne capitale), Potsdam (résidence royale) et Francfort-sur-l'Oder (foire, université) formaient le noyau traditionnel de la monarchie prussienne. Les villes de la province rhénane appartenant à la Prusse n'acquirent une importance accrue qu'au XIXe siècle. Les villes de l'actuelle Saxe-Anhalt, Magdebourg, Halle, Quedlinbourg et Halberstadt, étaient stratégiquement importantes en raison de leur position centrale et donc longtemps disputées entre la Saxe et le Brandebourg. Les métropoles orientales de Dantzig et Königsberg formaient des centres dominants dans leurs provinces respectives.
La liste de 1804 des villes prussiennes les plus peuplées diffère considérablement de celle de 1910. Le XIXe siècle a été dans l'ensemble un siècle d'urbanisation et d'exode rural en Europe, de sorte qu'après la stagnation relative de l'époque pré-moderne, les villes virent leur population croître. Comme en même temps un important mouvement migratoire se produisit des provinces orientales de Prusse vers les provinces rhénanes en plein essor économique, les villes de la Rhénanie et de la Ruhr connurent une croissance plus rapide entre 1850 et 1910 que celles du centre et de l'est du territoire de l'État.
Les plus grandes villes de la vieille Prusse (hors Varsovie) :
| Classement en 1804 | Classement en 1910 | Ville                    | Nombre d'habitants en 1804 | Nombre d'habitants en 1850 | Nombre d'habitants en 1875 | Nombre d'habitants en 1910 |
| ------------------ | ------------------ | ------------------------ | -------------------------- | -------------------------- | -------------------------- | -------------------------- |
| 1                  | 1                  | Berlin                   | 178 308                    | 419 000                    | 966 859                    | 2 071 257                  |
| 2                  | 3                  | Breslau                  | 60 950                     | 114 000                    | 239 050                    | 512 105                    |
| 3                  | 10                 | Königsberg               | 60 690                     | 76 000                     | 122 636                    | 245 994                    |
| 4                  | 16                 | Dantzig                  | 46 213                     | –                          | 97 931                     | 170 337                    |
| 5                  | 9                  | Magdebourg               | 37 451                     | 72 000                     | 87 925                     | 279 629                    |
| 6                  | –                  | Potsdam                  | 26 980                     | –                          | 45 003                     | 62 243                     |
| 7                  | 11                 | Stettin                  | 22 335                     | 49 000                     | 80 972                     | 236 113                    |
| 8                  | 15                 | Halle (Saale)            | 21 350                     | –                          | 60 503                     | 180 843                    |
| 9                  | –                  | Elbing                   | 18 805                     | –                          | 33 520                     | 55 000                     |
| 10                 | 17                 | Posen                    | 15 253                     | 45 000                     | 60 998                     | 156 691                    |
| 11                 | –                  | Francfort-sur-l'Oder     | 17 501                     | 29 969                     | 47 180                     | 68 277                     |
| 12                 | –                  | Halberstadt              | 13 816                     | 20 395                     | –                          | 46 481                     |
| 13                 | –                  | Brandebourg-sur-la-Havel | 12 499                     | 21 000                     | 27 776                     | 68 277                     |
| 14                 | –                  | Quedlinburg              | 10 023                     | 13 886                     | 18 437                     | 27 233                     |
| 15                 | –                  | Emden                    | 10 416                     | sous Hanovre               | 13 400                     | 24 500                     |
|                    | 6                  | Charlottenbourg          | –                          | –                          | 25 847                     | 305 978                    |

Les plus grandes villes de Nouvelle-Prusse qui entrèrent dans le territoire prussien de 1815 à 1866:
| Classement parmi les nouvelles villes prussiennes | Classement dans toute la Prusse en 1910 | Ville                 | Nombre d'habitants en 1850 | Nombre d'habitants en 1875 | Nombre d'habitants en 1910 |
| ------------------------------------------------- | --------------------------------------- | --------------------- | -------------------------- | -------------------------- | -------------------------- |
| 1                                                 | 2                                       | Cologne               | 97 000                     | 135 371                    | 516 527                    |
| 2                                                 | 4                                       | Francfort-sur-le-Main | –                          | 103 136                    | 414 576                    |
| 3                                                 | 5                                       | Düsseldorf            | 27 000                     | 80 695                     | 358 728                    |
| 4                                                 | 7                                       | Hanovre               | –                          | 106 677                    | 302 375                    |
| 5                                                 | 8                                       | Essen                 | –                          | 54 790                     | 294 653                    |
| 6                                                 | 12                                      | Duisbourg             | –                          | 37 380                     | 229 438                    |
| 7                                                 | 13                                      | Dortmund              | –                          | 57 742                     | 214 226                    |
| 8                                                 | 14                                      | Kiel                  | –                          | 37 246                     | 211 627                    |

### Fleuves
Les rivières Havel, Sprée, Elbe, Oder et plus tard le Rhin étaient d'importantes voies commerciales. À partir du XVIIe siècle, la Sprée, la Havel, l'Oder et l'Elbe furent reliées par la construction de voies navigables artificielles et formèrent un réseau fluvial commun, par lequel une part importante des exportations de céréales prussiennes mais aussi d'autres marchandises (par exemple, les pierres calcaires de Rüdersdorf vers Berlin) étaient transportées vers les ports de la mer Baltique et de la mer du Nord.

### Relief
La Prusse était en grande partie constituée de plaines ou avait un caractère faiblement vallonné, seul le territoire méridional de l'État présentait des reliefs marqués. La Silésie, qui appartenait à la Prusse depuis 1741, était avec les Sudètes et les monts des Géants sa province la plus montagneuse. Le Harz était le relief suivant en importance, sur laquelle la Prusse mit partiellement la main à la fin du XVIIIe siècle, pour ensuite l'inclure complètement dans son territoire étatique après les acquisitions territoriales de 1866.
Avec l'agrandissement du territoire prussien à partir de 1815 pour inclure de grandes parties de la Rhénanie allemande, les montagnes moyennes du Hunsrück, du Westerwald et de l'Eifel en faisaient également partie. Les montagnes moyennes de Westphalie, le Rothaargebirge et le Weserbergland appartinrent également à la Prusse à partir de cette époque.
Le plus haut sommet prussien était le Schneekoppe avec 1 603 mètres d'altitude, suivi du Reifträger avec 1 362 mètres, du Brocken avec 1 141 mètres et de l'Ochsenberg avec 1 033 mètres.

### Végétation, sols et paysages
Une grande partie du territoire du royaume était encore marquée par des marais, des landes et des dunes aux XVIIIe et XIXe siècles. Au XXe siècle, les interventions humaines adaptèrent largement ces paysages naturels aux besoins de la civilisation au profit des zones d'habitation et agricoles, repoussant considérablement les formes d'origine.
La qualité des sols variait considérablement selon les régions. Il y avait des sols très riches en nutriments et fertiles comme dans la Börde de Magdebourg, en Prusse-Méridionale ou dans l'ouest de la Silésie. Mais de vastes parties des provinces centrales ou même de Prusse-Orientale avaient des sols sablonneux pauvres en nutriments.
Avec la construction de nouvelles digues, le redressement des rivières et la construction de canaux, des milliers de kilomètres carrés de zones marécageuses furent asséchés de manière durable. Le développement des surfaces agricoles était une partie importante de la politique étatique. En 1804, 21,5 % de la superficie du pays était boisée, les plus grandes forêts étant la lande de Johannisburg et la lande de Rominten en Prusse-Orientale. La province de Westphalie était en comparaison plutôt pauvre en forêts.

### Lacs, baies et îles
Les sections côtières appartenant à la Prusse à différentes époques présentaient dans l'ensemble une forte articulation. Les baies remarquables étaient la lagune de Stettin, le Frisches Haff et le Kurisches Haff avec sa Kurische Nehrung. Les îles prussiennes les plus importantes étaient Usedom et Wollin, auxquelles s'est ajoutée Rügen après 1815, et les chaînes d'îles de Basse-Saxe et du Schleswig-Holstein après 1866.
La plus grande chaîne de lacs de Prusse était la région des lacs de Mazurie en Prusse-Orientale, dont le lac Spirdingsee.

#### Climat
Tandis que les provinces occidentales, Westphalie et Rhénanie, connaissent un climat de transition maritime, les régions orientales étaient marquées par un climat plus continental. Cela signifiait pour l'est des hivers tendanciellement plus froids et des étés plus chauds, et pour les régions occidentales des variations de température plus faibles tout au long de l'année avec une saison végétative un peu plus longue.
Durant l'existence du royaume, le réchauffement climatique mondial induit par l'industrialisation et d'origine humaine ne s'était pas encore fait sentir. Au début du royaume, le Petit Âge glaciaire était à son apogée, les hivers apportant partout en règle générale de longues périodes de gel rigoureux.

## Historiographie
L'historiographie de la monarchie prussienne est extrêmement vaste et thématiquement diversifiée. Son orientation thématique est soumise aux courants de l'époque et à l'évolution des jugements de valeur. Les principaux axes de recherche sont : les interconnexions transnationales et les processus de transfert, la situation structurelle entre l'Est et l'Ouest, les acteurs de la formation interne de l'État, les acteurs régionaux, le système militaire, les conséquences de la politique économique de l'État, l'influence des groupes d'élites, le traitement des minorités, l'importance de la culture, de la science, de l'éducation et des Églises, la démocratisation et la formation de la nation.
Ce n'est qu'au XIXe siècle que se sont développés des domaines de recherche historique spécialisés sur l'histoire prussienne. Parmi ceux-ci figurent l'histoire agraire (Georg Friedrich Knapp), l'histoire de la structure de l'État et l'histoire administrative (par exemple Siegfried Isaacsohn).
Jusqu'en 1945, l'historiographie allemande du XIXe et du début du XXe siècle était principalement marquée par un « borusso-philisme ». Les deux représentants les plus importants de cette période étaient Otto Hintze et Johann Gustav Droysen. Par la suite, Heinrich von Sybel et Leopold von Ranke ont également été des figures importantes. Beaucoup des historiens de l'époque étaient des professeurs et des juristes, soit des types caractéristiques de la bourgeoisie cultivée prussienne intéressée par l'histoire. L'œuvre la plus complète de cette période a été les Acta Borussica, fondées par Gustav von Schmoller.
Le nationalisme allemand de 1871 à 1945 a façonné l'image d'une mission pangermaniste de la Prusse, à laquelle la maison des Hohenzollern se serait vouée dès le début. Selon Wolfgang Neugebauer, le terme d'« historiographie nationaltéléologique » s'applique ici. De plus, une forte historiographie centrée sur les personnalités a prédominé, réduisant les événements de la période de 1640 à 1786 à l'action des monarques, selon le schéma récurrent :
- Frédéric Ier était un monarque dépensier.
- Le Grand Électeur et le Roi-Sergent ont posé les fondements de l'État prussien.
- Frédéric II a fait de la Prusse une grande puissance.
- Ensuite, le gaspillage, l'immoralité et l'oisiveté sont revenus.
- La défaite de 1806 a conduit à une croissance de nouvelles forces et à un renouveau.
- Avec un esprit national éveillé et un effort de la plus haute importance, la Prusse s'est libérée elle-même et a libéré la patrie allemande des occupants français.

Après la fin du Troisième Reich, la Prusse a été accusée d'une proximité intellectuelle avec le fascisme en raison de sa forte militarisation et de sa mentalité autoritaire, qui aurait fourni le terreau de la dictature nazie totalitaire (thèse de la continuité : de Frédéric II à Bismarck, jusqu'à Hitler). Gordon A. Craig est un auteur important de ce courant.
Depuis 1990, les nouveaux axes thématiques principaux sont la construction et la déconstruction des mythes historiques prussiens et de la culture de la mémoire, l'histoire militaire socio-historique, la reconstruction microhistorique des modes de vie, l'histoire du genre ainsi que les interconnexions internationales et les échanges transnationaux dans la politique prussienne.
L'historiographie de la RDA a produit un certain nombre d'auteurs spécialisés connus, dont Ingrid Mittenzwei (de). Thématiquement, l'accent a été mis sur l'histoire centrée sur les classes, en analysant à plusieurs reprises selon un schéma fixe et un résultat établi les relations entre la classe féodale, la classe bourgeoise et la classe ouvrière : à la fin, la classe ouvrière a triomphé et la noblesse féodale s'est trouvée dans une lutte désespérée pour se défendre. De plus, l'élite bourgeoise du 19e siècle aurait formé une alliance avec la noblesse junker qui combattait tout progrès. Une telle alliance n'a jamais été remise en question et son existence n'a pas pu être prouvée, elle a simplement été ancrée comme un fait établi dans le système historique mondial des historiens de la RDA.
Le rapatriement des archives les plus importantes des collections de l'ancienne RDA a apporté un élan supplémentaire à la recherche sur la Prusse. Les ouvrages de référence en historiographie sont le Manuel de l'histoire prussienne et l'Histoire prussienne moderne 1648-1947. La Commission historique de Berlin, qui s'était consacrée depuis sa création en 1958 à l'histoire prussienne dans des monographies, des recueils d'articles, des éditions et des conférences internationales, a perdu son mandat de recherche par décision du Sénat de Berlin en 1996, ce qui a entraîné la fermeture de l'institut, mais elle continue d'exister en tant qu'association savante. Les auteurs actuels les plus cités sur l'histoire prussienne sont Wolfgang Neugebauer, Otto Büsch et Christopher Clark. Ils étaient ou sont membres de la Commission historique prussienne, qui est un carrefour central pour la recherche sur l'histoire prussienne. Les Archives d'État secrètes du patrimoine culturel prussien conservent les sources primaires les plus importantes, et la Fondation du patrimoine culturel prussien gère l'héritage culturel et matériel de la monarchie prussienne.

## Généalogie des rois de Prusse et prétendants au trône de Prusse
- 18 janvier 1701-25 février 1713 Frédéric Ier, roi « en » Prusse, et prince de Neuchâtel (3 novembre 1707-25 février 1713)
  -  25 février 1713-31 mai 1740 Frédéric-Guillaume Ier
    -  31 mai 1740-17 août 1786 Frédéric II le Grand, premier roi « de » Prusse (à partir de 1772)
    - Auguste-Guillaume
      -  17 août 1786-17 novembre 1797 Frédéric-Guillaume II
        -  17 novembre 1797-7 juin 1840 Frédéric-Guillaume III
          -  7 juin 1840-2 janvier 1861 Frédéric-Guillaume IV, dernier prince de Neuchâtel (jusqu'au 29 novembre 1847)
          -  2 janvier 1861-9 mars 1888 Guillaume Ier, empereur allemand à partir du 18 janvier 1871
            -  9 mars 1888-15 juin 1888 Frédéric III
              -  15 juin 1888-9 novembre 1918  9 novembre 1918-5 juin 1941 Guillaume II
                -  5 juin 1941-20 juillet 1951 Guillaume III
                  -  20 juillet 1951-25 septembre 1994 Louis-Ferdinand Ier
                    - Louis-Ferdinand
                      -  Depuis le 25 septembre 1994 Georges-Frédéric Ier